# Dôme du Rocher
Pour les articles homonymes, voir Rocher.
Ne doit pas être confondu avec Mosquée al-Aqsa ou Mosquée d'Omar (Jérusalem).
Le dôme du Rocher ou la coupole du Rocher (en arabe : قبة الصخرة, Qubbat Aṣ-Ṣakhrah ; en hébreu : כיפת הסלע, Kippat ha-Sel‘a) — appelé parfois improprement mosquée d'Omar — est un sanctuaire érigé à la fin du VIIe siècle sur ordre du calife Abd al-Malik sur le mont du Temple. Il fait partie du Haram al-Sharif (le « noble sanctuaire », appelé en français « esplanade des Mosquées »), le site représentant le troisième lieu saint de l'islam et comprenant aussi la mosquée al-Aqsa à Jérusalem-Est.
Le dôme du Rocher est désigné par l'UNESCO comme site du patrimoine mondial.

## Présentation
Sur ordre du calife Abd al-Malik, le dôme du Rocher est érigé puis achevé en l'an 691 ou dans la seconde partie de l'année 692. Son dôme s'effondre en 1015 puis est reconstruit en 1022 et rénové en 1089, 1318, 1448, 1830, 1874, 1962 puis complètement en 1994. Lors de cette dernière restauration, on pose des plaques de cuivre recouvertes d'une fine couche de nickel et d'or.
Le bâtiment dérive de modèles de l'architecture byzantine, avec une influence perse sassanide. Si on connaît le nom des personnes qui en ont supervisé la construction (Raja ibn Haywa, Yazid ibn Sallam et Sahaba), on ignore celui de son architecte. Les carreaux qui le recouvrent ont quant à eux été installés par Soliman Ier en 1545-1552 ; certains présentent des sourates qui rejettent la trinité chrétienne.
Sous le dôme du Rocher se trouve une grande pierre appelée « Rocher de la Fondation ». La tradition musulmane y voit l'endroit depuis lequel Mahomet s'est élevé au ciel lors de l'Isra et Miraj. Mais la tradition juive reconnaît dans ce même rocher le mont Moriah, le massif montagneux sur lequel, d'abord, Abraham monta avec son fils Isaac afin de l'offrir à Dieu en holocauste, puis sur lequel sont bâtis successivement les temples de Jérusalem (le temple de Salomon et le temple dit « d'Hérode »). Enfin, le rocher fut aussi considéré par les Juifs de la région comme l'emplacement du centre du monde.
Le dôme du Rocher occupe une place de premier plan dans l'art et l'architecture de l'islam, et l'historien de l'art Oleg Grabar y voit le « premier monument qui se voulut une création esthétique majeure de l'islam ».
Le Haram al-Sharif est considéré comme un troisième lieu saint islamique après les villes de La Mecque et Médine.
Désigné par l'UNESCO comme site du patrimoine mondial, le dôme du Rocher est appelé « le monument le plus reconnaissable de Jérusalem ».

## Histoire

### Contexte pré-islamique

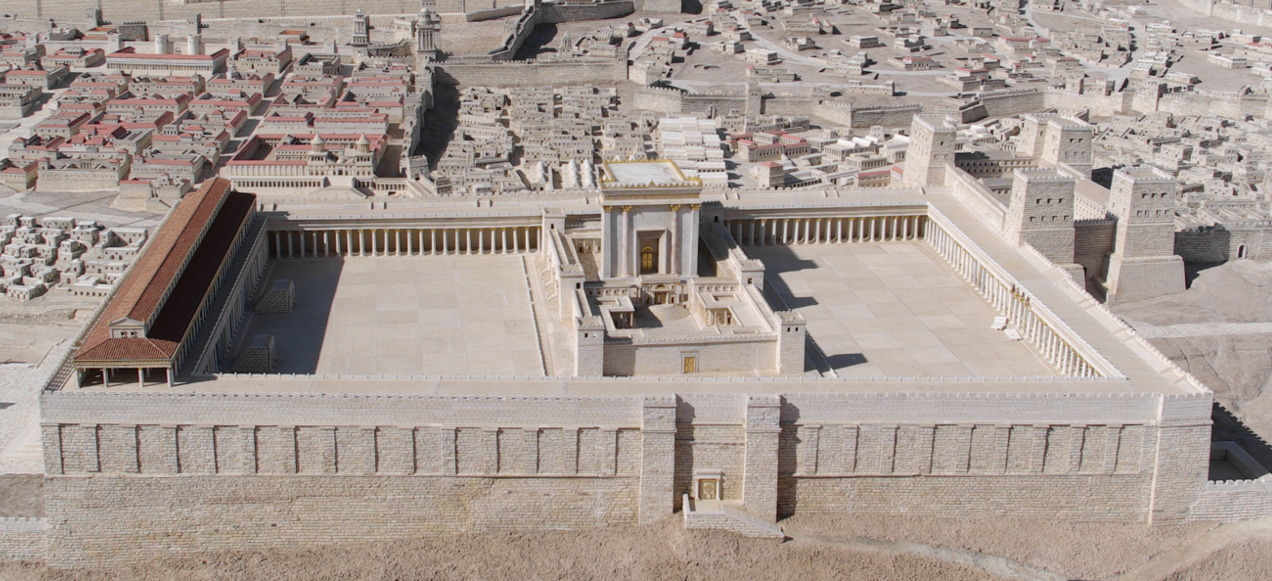
Maquette du second temple de Jérusalem sur le mont du Temple, (Musée d’Israël, Jérusalem)

Le dôme du Rocher est situé au centre du mont du Temple, site sur lequel se trouvait autrefois le temple de Salomon, érigé par ledit roi d'Israël, mais détruit et pillé lors du siège de Jérusalem en 586 av. J.-C., puis le Second temple de Jérusalem reconstruit entre -538 et -417 - lequel avait été considérablement agrandi sous Hérode le Grand au Ier siècle avant notre ère, et appelé Temple d'Hérode.
L'emplacement exact du temple juif n'est plus connu avec certitude ; il existe plusieurs opinions différentes à ce sujet (le temple serait plus au nord, ou plus au sud selon une étude de l'architecte Tuvia Sagiv).
Le Temple d'Hérode est détruit en 70 de notre ère par les Romains sur l'ordre de l'empereur Titus, et après la révolte de Bar Kokhba en 135, un temple romain dédié à Jupiter Capitolinus est à son tour construit sur le site par l'empereur Hadrien.
Jérusalem est gouvernée par l'Empire romain du Ier siècle av. J.-C. au VIe siècle. À cette époque, le pèlerinage chrétien à Jérusalem commence à se développer. L'église du Saint-Sépulcre est construite sous l'empereur Constantin dans les années 320, mais le mont du Temple demeure abandonné après l'échec d'un projet de restauration du temple juif sous l'empereur Julien (361 à 363), ; sous les dominations séculaires romaine comme byzantine, l'esplanade reste jonchée seulement de ruines éparses.
En 638, la Jérusalem byzantine est conquise par les armées arabes d'Omar ibn al-Khattâb, deuxième calife du califat de Rashidun.
Parmi les premiers musulmans, le mont du Temple est appelé Madinat bayt al-Maqdis (« Ville du Temple ») reprenant ainsi l'expression hébraïque, sans référence au Coran. 

### Construction

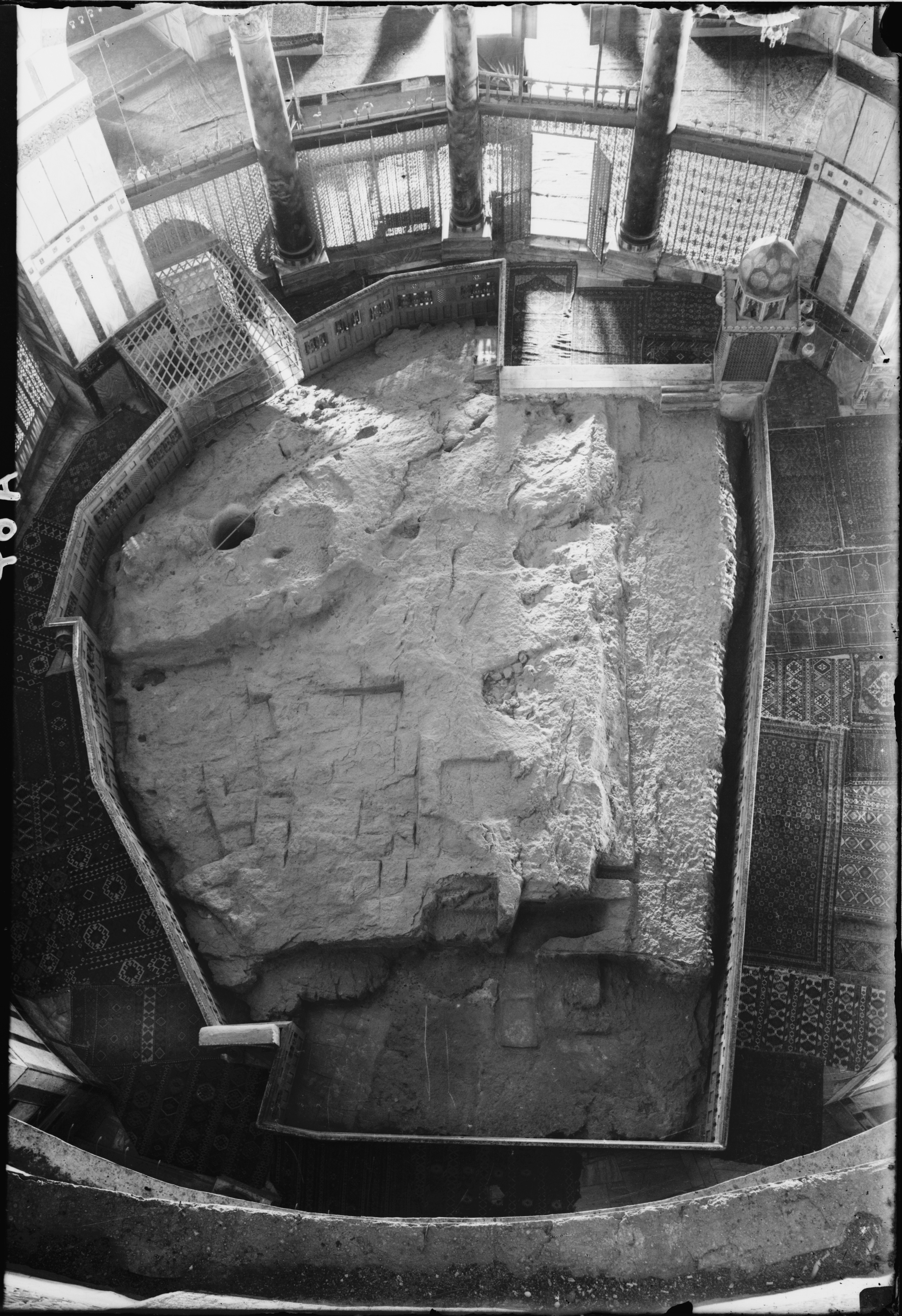
Le Rocher de la Fondation à l'intérieur de l'édifice, lieu le plus saint du judaïsme.

Comme le révèle une des inscriptions en arabe qui courent autour du bâtiment, le dôme du Rocher est construit en l'an 72 de l'Hégire, c’est-à-dire en 691 ou 692 de l'ère chrétienne, sous le règne du calife Abd al-Malik,.
Il s'élève sur le Haram al-Sharif, à l'endroit où le premier Temple (hébreu : Beit HaMikdash) des Juifs aurait été édifié par le roi biblique Salomon, soit le mont du Temple. Les musulmans s'identifiant comme les « véritables enfants d'Israël » désireux de construire le troisième Temple, les traces archéologiques comme les historiens arabes ou occidentaux à travers les siècles rappellent que le Dôme du Rocher est un vestige des deux sanctuaires juifs de David puis de Salomon, érigés au sommet du mont du Temple. 
Au Xe siècle, une inscription dédicatoire en kufi (issue du village de Nuba près de Hébron) annonce : « ... ce territoire, Nuba, et toutes ses frontières et toute sa région, sont une donation au Rocher de Bayt al-Maqdis [traduction littérale de l'hébreu Beit HaMikdash « Maison de Sainteté », soit le Temple de Jérusalem] et à la mosquée Al-Aqsa, car il a été dédié par le Commandeur des Croyants, Omar ibn al-Khattab, à la gloire d’Allah » ; le géographe du même siècle Muhammad al Muqadassi écrit dans sa description de la Syrie et de la Palestine que les fondations de la mosquée d’Al-Aqsa « ont été posées par David ». Au XIe siècle, le voyageur et théologien Nasir-i Khusraw note que « Salomon, que la paix soit sur lui, voyant que le rocher était le orienté vers la Qiblah, y a construit une mosquée circulaire sur le rocher, le rocher se tenant au sein de la mosquée, qui est devenu l’oratoire du peuple ». Ce n'est qu'à partir de 1965, que le Conseil suprême des Affaires islamiques publie un « Guide concis du Dôme du Rocher et d’Haram al-Sharif » où les anciens temples juifs ne sont plus mentionnés.
Après la conquête musulmane de Jérusalem (vers 635-638), le calife et compagnon du prophète Mahomet Omar ibn al-Khattab est informé par Ka'ab al-Ahbar, un rabbin converti à l'islam (ou crypto-juif), que le « sanctuaire [masjid] de David », que le calife désire voir mais qu'il ne reconnaît pas tel que décrit par Mahomet, est identique au site des anciens temples juifs de Jérusalem,. Horrifié de voir l'état dans lequel se trouvait ce lieu saint, il l'aurait fait nettoyer et y aurait prié. Il ordonne ensuite la construction d'une mosquée à cet emplacement. Certains historiens médiévaux, en particulier le chroniqueur byzantin Théophane le Confesseur, relèvent que cet acte de Omar ibn al-Khattab est salué par les Juifs de l'époque.
En plus du Dôme, le Haram al-Sharif (« Noble sanctuaire »), appelé aujourd'hui « esplanade des Mosquées » ou « esplanade du Temple » ou « mont du Temple », comprend de nombreuses constructions, dont la mosquée al-Aqsa (construite avant 679) ou encore le dôme de la Chaîne (Qubbat al-Silsila)
Élément central et majestueux de cet ensemble, le dôme fut restauré à de nombreuses reprises. Dès le début du IXe siècle, le calife abbasside Al-Mamun fait ainsi effacer le nom d'Abd al-Malik pour le remplacer par le sien sur l'inscription. Ensuite, depuis les Fatimides jusqu'aux Ottomans, chaque dynastie maîtresse de Jérusalem a cherché à poser sa marque sur l'édifice, tout en conservant sans doute le plan et les proportions originelles.

### Des croisades auXXesiècle

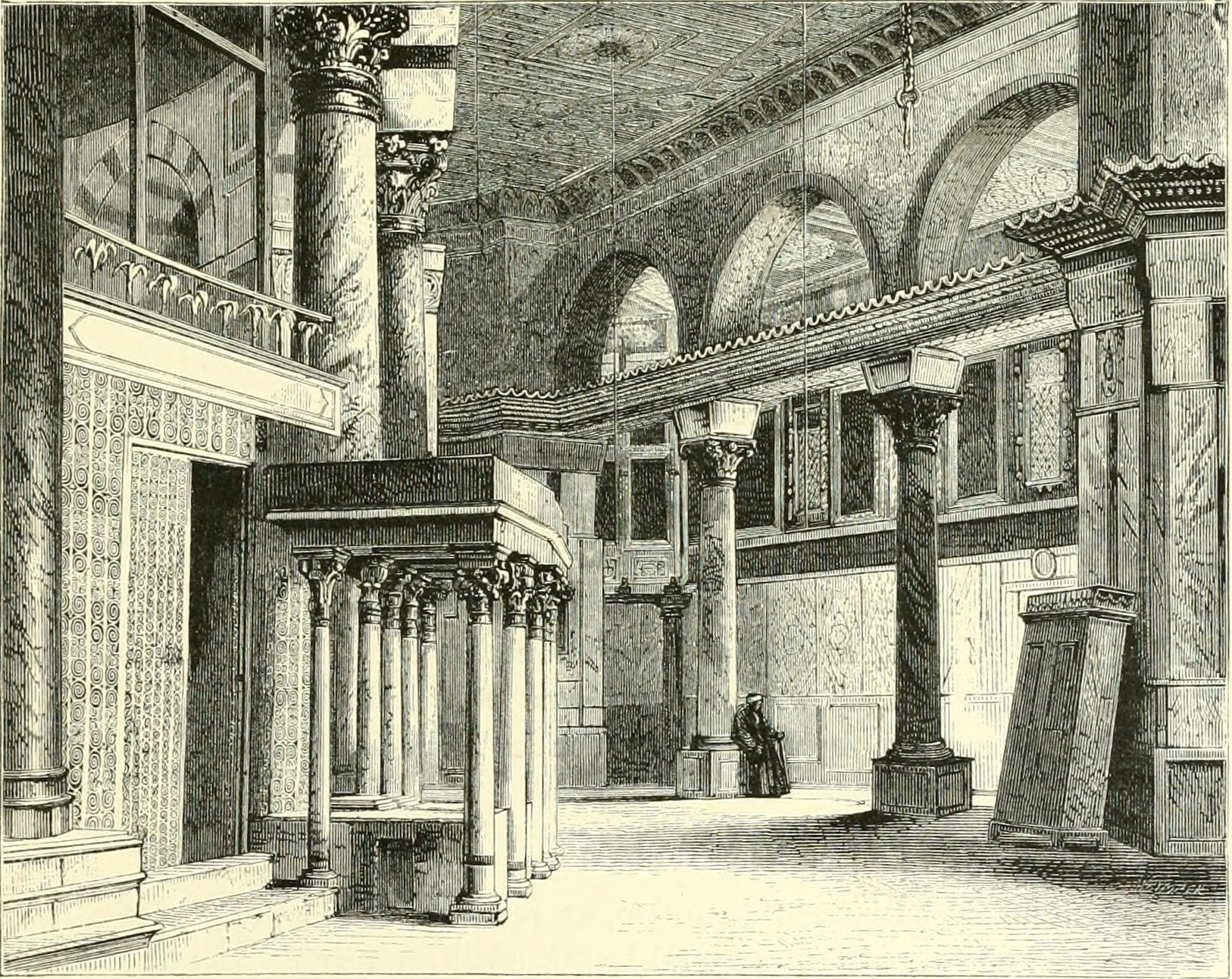
Intérieur du Dôme du Rocher (1884)

Encore durant le bas Moyen Àge, les rituels religieux musulmans pratiqués au Dôme du Rocher sont « inspirés par d’anciennes traditions qui se déroulaient dans le Temple biblique »,.
Durant les croisades du XIIe siècle, l'édifice est transformé en église sous le nom de « Templum Domini », tandis que la mosquée al-Aqsa toute proche est transformée en palais par Baudouin de Boulogne. Les deux monuments sont tous deux rendus au culte musulman en 1187 après la prise de Jérusalem par Saladin.
Néanmoins, de nombreux éléments ont été remplacés, dans les mosaïques intérieures, où l'on note en particulier des restaurations mamelouks maladroites, dans la coupole, de nombreuses fois reconstruite, ou encore dans les plafonds peints, dont les motifs peuvent être datés du XIIIe siècle. Cependant, c'est sans doute le décor extérieur qui est le plus marqué par ces restaurations : au milieu du XVIe siècle (deux dates sont inscrites, équivalent à 1545 et 1551/1552), sur ordre de Soliman le Magnifique, il a été complètement remplacé par un revêtement de carreaux de céramique ottomans.
Entre le XVIIIe siècle et le début du XXe siècle, le monument fait l'objet d'au moins quatre principales campagnes de restauration financées par les Ottomans, les Britanniques et le Conseil suprême musulman : en 1720-1721 à la demande du sultan Ahmed III ; en 1817 pour Mahmoud II ; dans le troisième quart du XIXe siècle (1853-1874), à l'initiative d'Abdülmecid, mais terminée par Abdülaziz ; entre 1918 et 1928 par l'architecte anglais C.R. Ashbee.
Sous le mandat britannique, des parties du dôme du Rocher s'effondrent lors du tremblement de terre du 11 juillet 1927 : les murs sont gravement fissurés,  endommageant de nombreuses réparations qui avaient eu lieu au cours des années précédentes. Les rénovations se poursuivent. En 1928, une cérémonie est organisée sur le Mont du Temple pour inaugurer le Dôme d'Or, au cours de laquelle le mufti Hajj Amin al-Husseini accueille des foules d'invités venus de tout le monde musulman.
En 1955, le gouvernement jordanien, alors maître de Jérusalem, lance un vaste programme de rénovation qui dure une décennie, financé par des fonds arabes et turcs. Les travaux comprennent notamment le renforcement des plafonds en bois et des fondations des colonnes du bâtiment, le remplacement d'un grand nombre de tuiles datant du règne de Soliman le Magnifique, qui se sont détachées à cause de fortes pluies, le renouvellement de vitraux et carreaux de porcelaine ainsi que la connexion au réseau électrique. Le treillis protégeant le rocher est retiré et certaines parties sont déplacées vers le musée islamique de Jérusalem. En 1965, dans le cadre de cette restauration, le dôme est recouvert d'un alliage de bronze d'aluminium durable fabriqué en Italie, qui remplace l'extérieur en plomb. 
Lors de la guerre des Six-Jours de 1967, le drapeau israélien est hissé sur le monument ; il est abaissé sur ordre du général israélien Moshé Dayan qui investit le waqf musulman (fonds religieux) de l'autorité de gérer le Mont du Temple afin d'y « maintenir la paix ». Le roi Hussein de Jordanie fait don de millions de dollars pour rénover le dôme du Rocher avec l'apposition de plaques d'or, en 1994.

## Le monument et l'histoire de l'art
Monument majeur de l'art islamique, le dôme du Rocher a très tôt fait l'objet d'études. Dès 1900, l'archéologue suisse Max van Berchem a relevé les inscriptions, et sa fille, Marguerite van Berchem, publie une étude sur les mosaïques en 1932 dans l'ouvrage de KAC Creswell, Early muslim architecture. Creswell propose lui-même une analyse approfondie du monument. Mais le scientifique qui s'est le plus penché sur le monument est sans contestes Oleg Grabar, qui publie ses premières hypothèses sur sa signification en 1959. Ses articles constituent le plus important corpus sur ce sujet, sur lequel de nombreux scientifiques ont travaillé.

### Galerie du passé

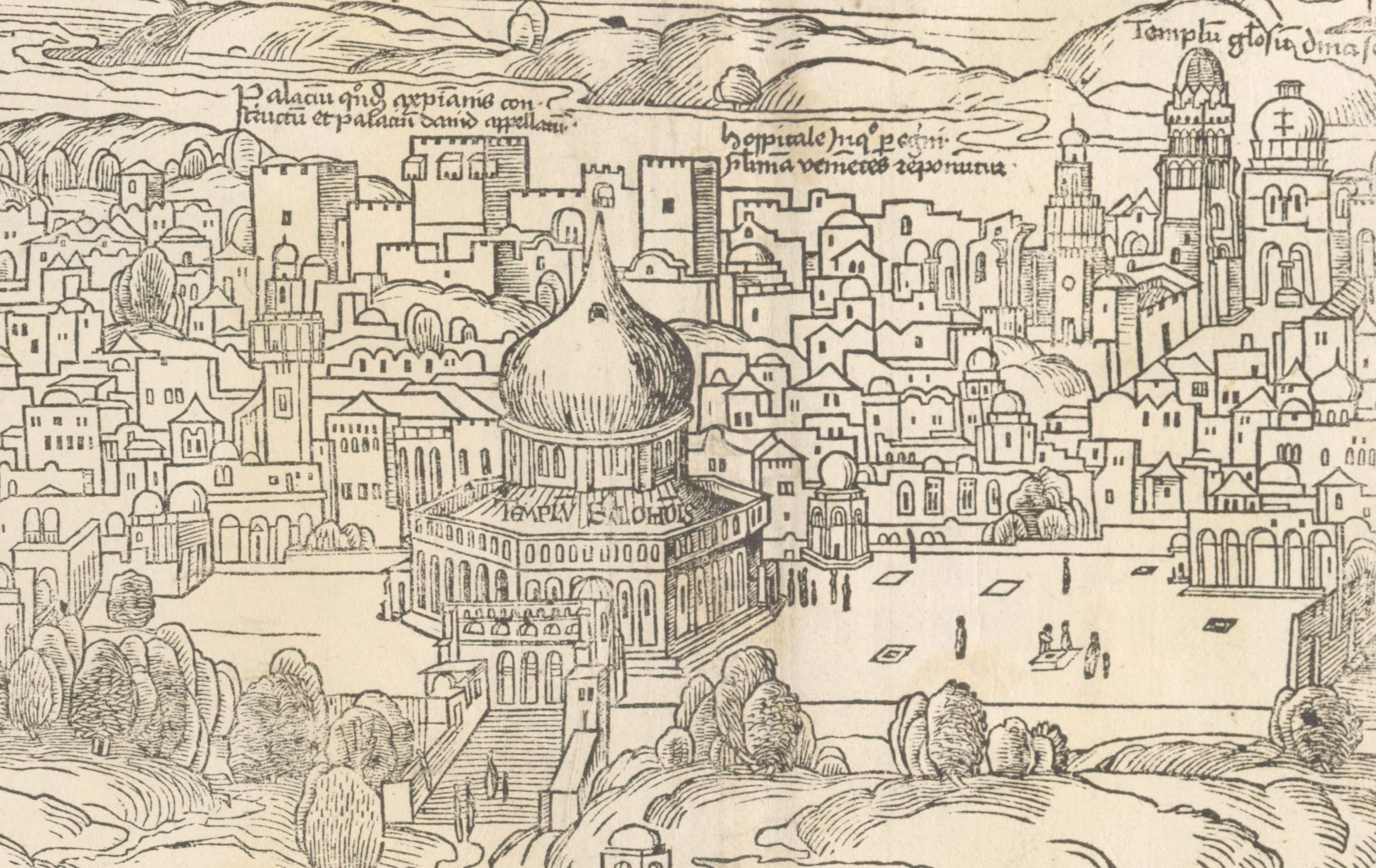
Plus ancienne carte imprimée de Jérusalem avec le mont du Temple et le dôme du Rocher (1490)
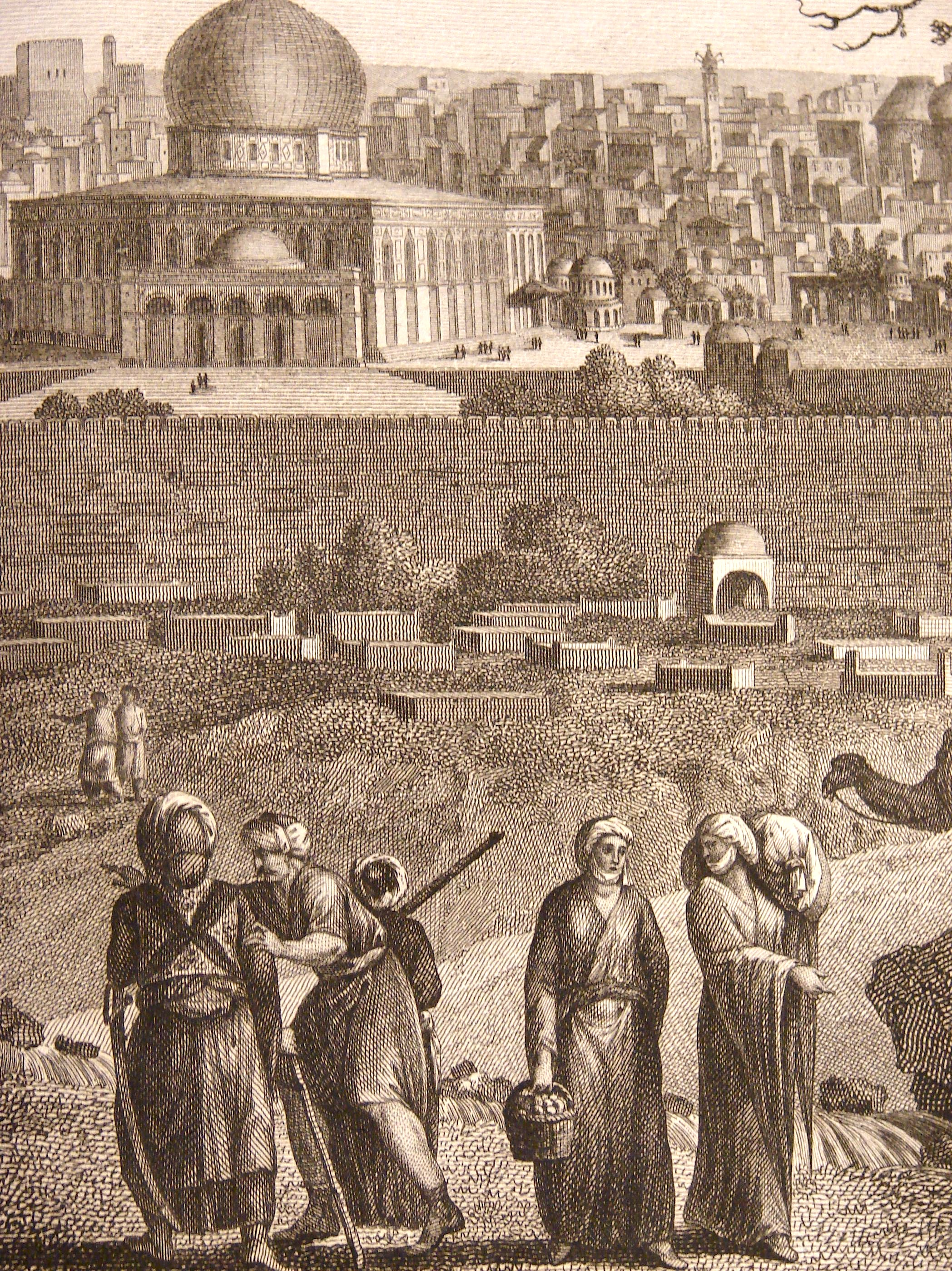
Vers 1800
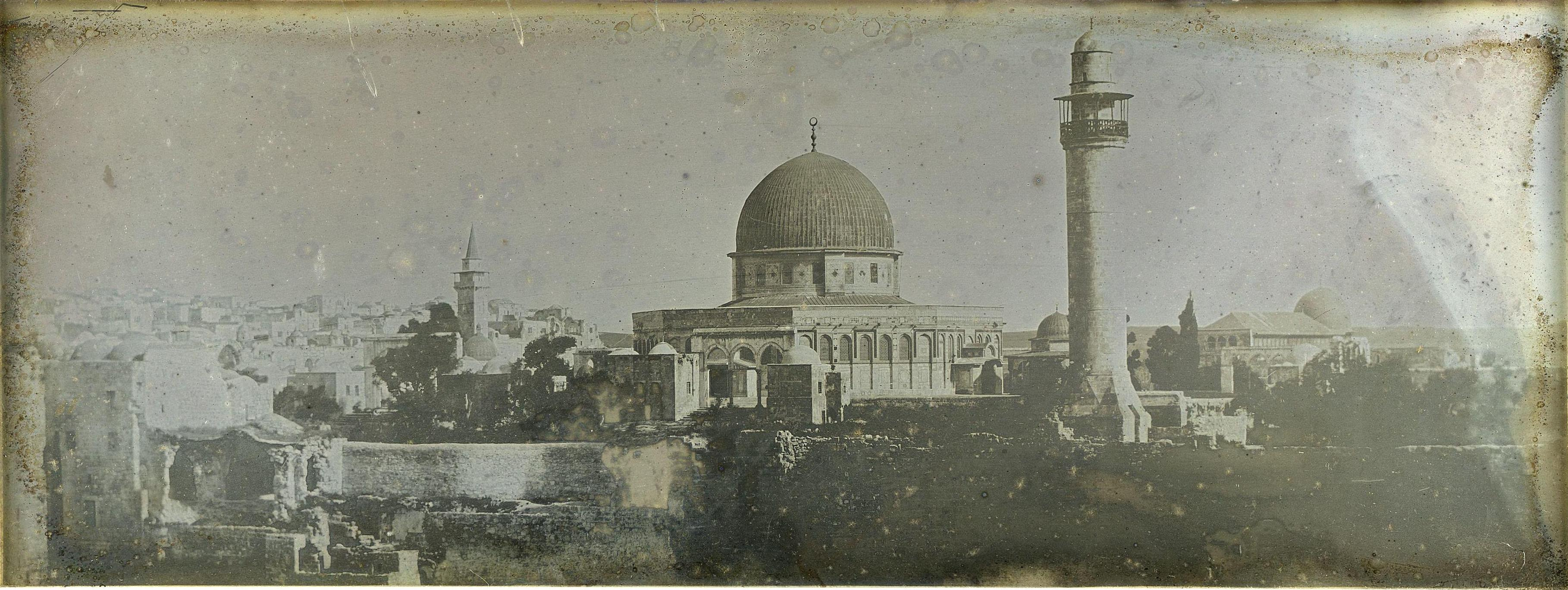
Première photographie du bâtiment, entre 1842 et 1844
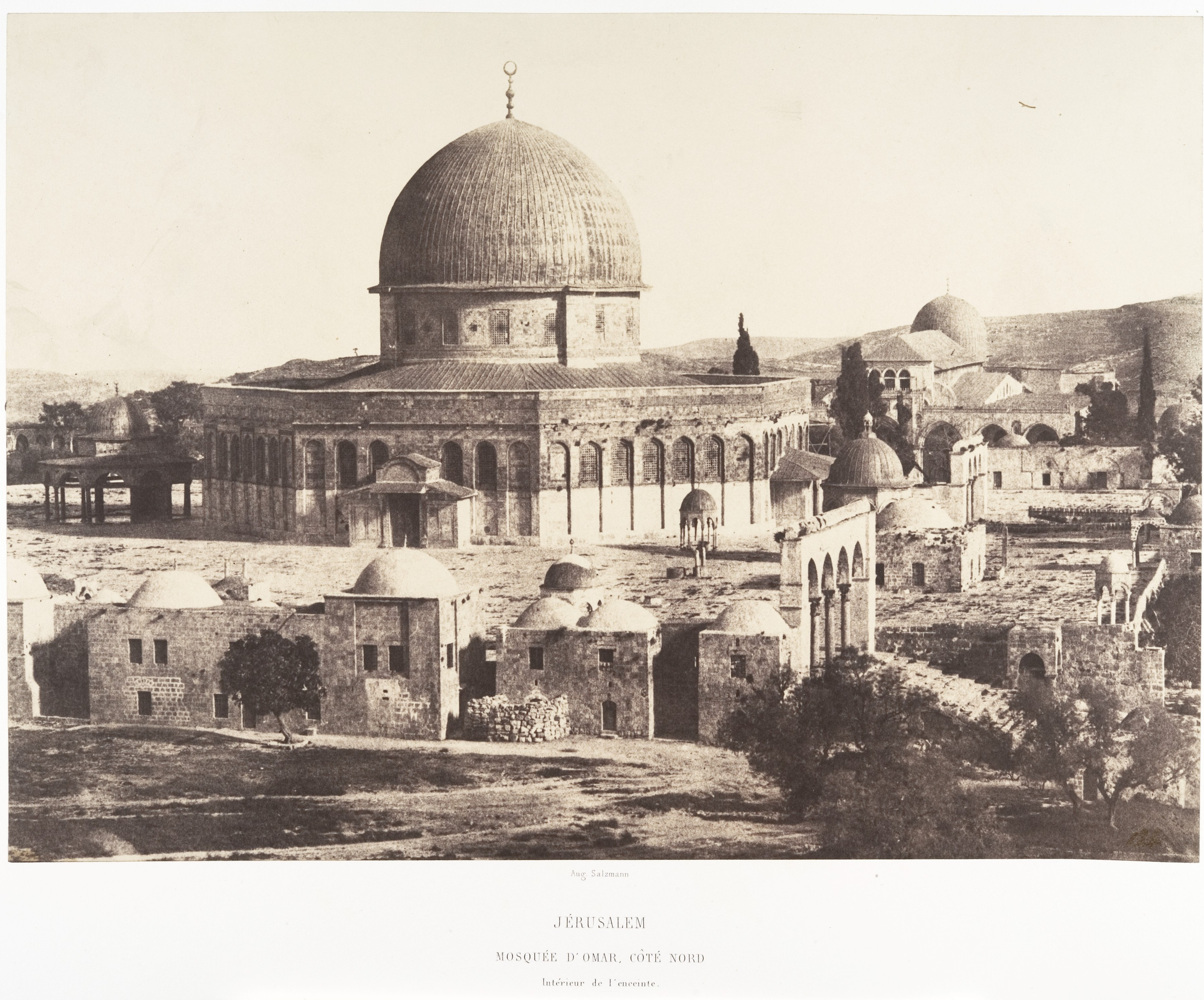
1854
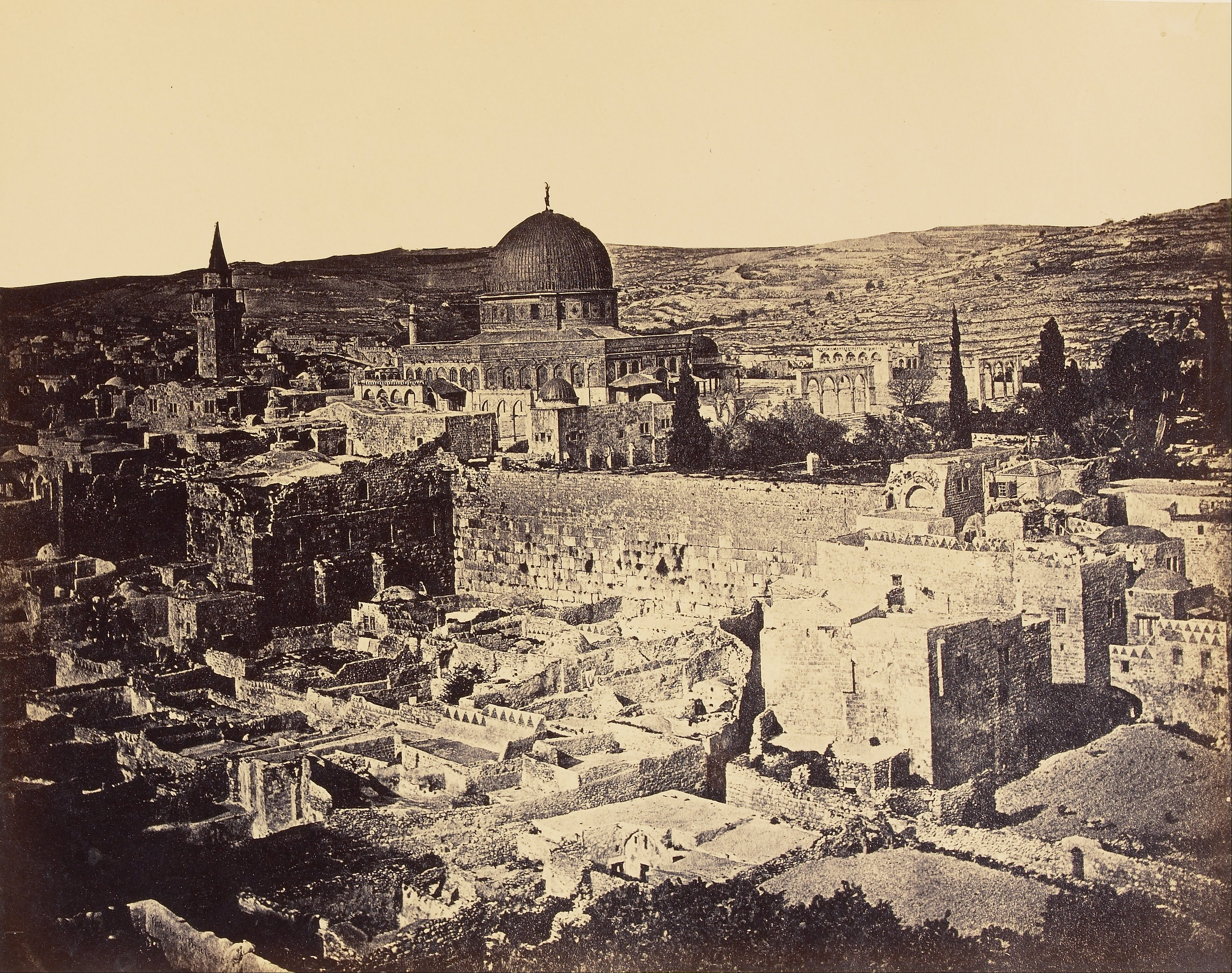
Entre 1850 et 1888
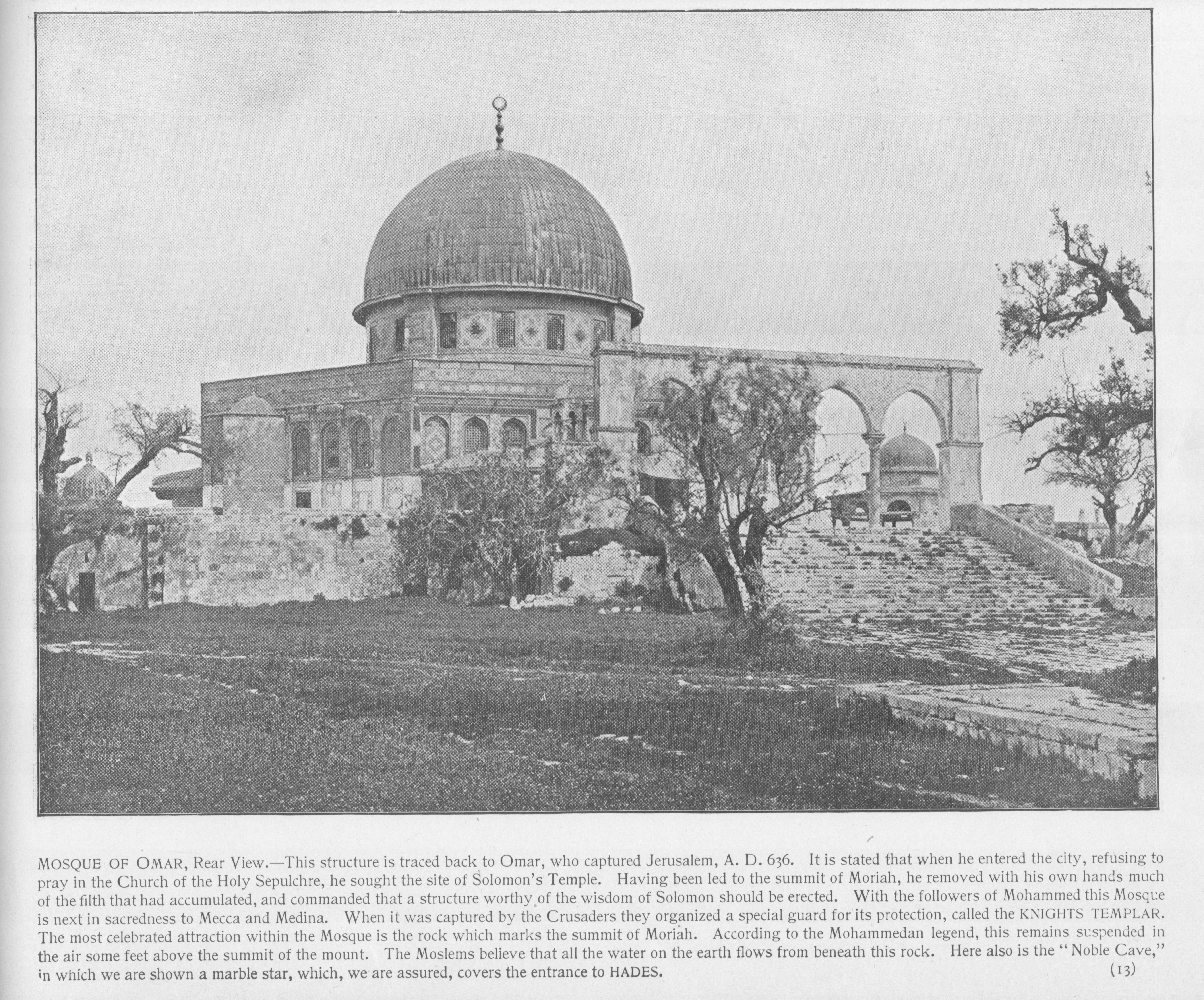
1894
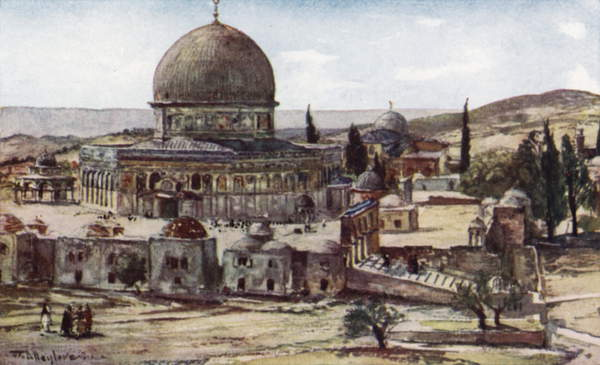
Vers 1900
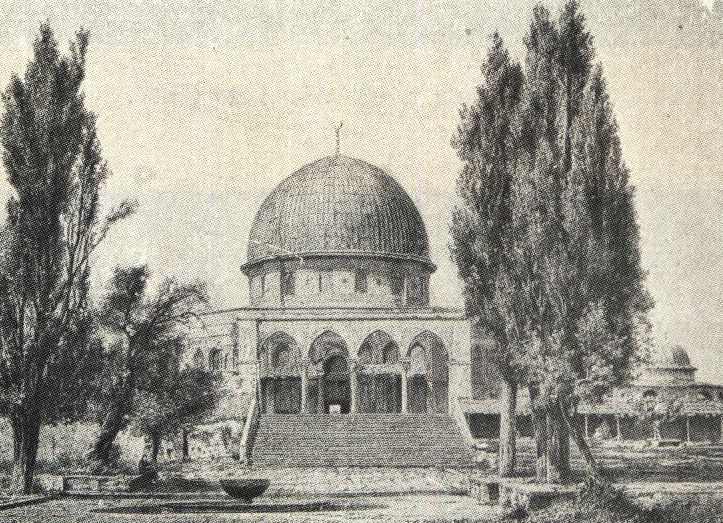
Avant 1910
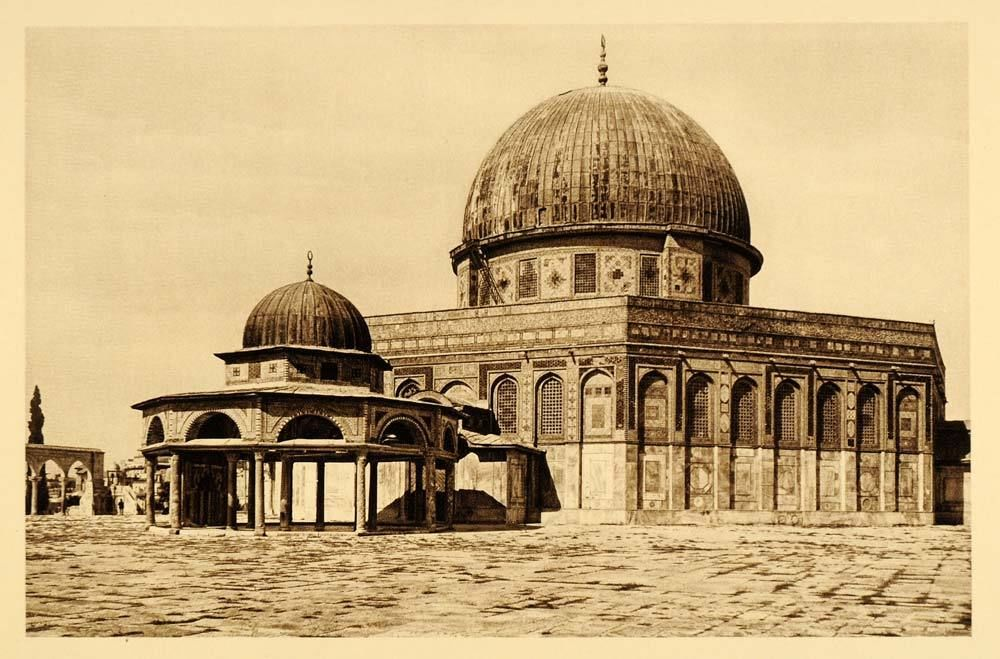
1920
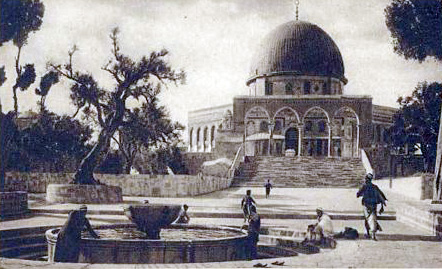
1920
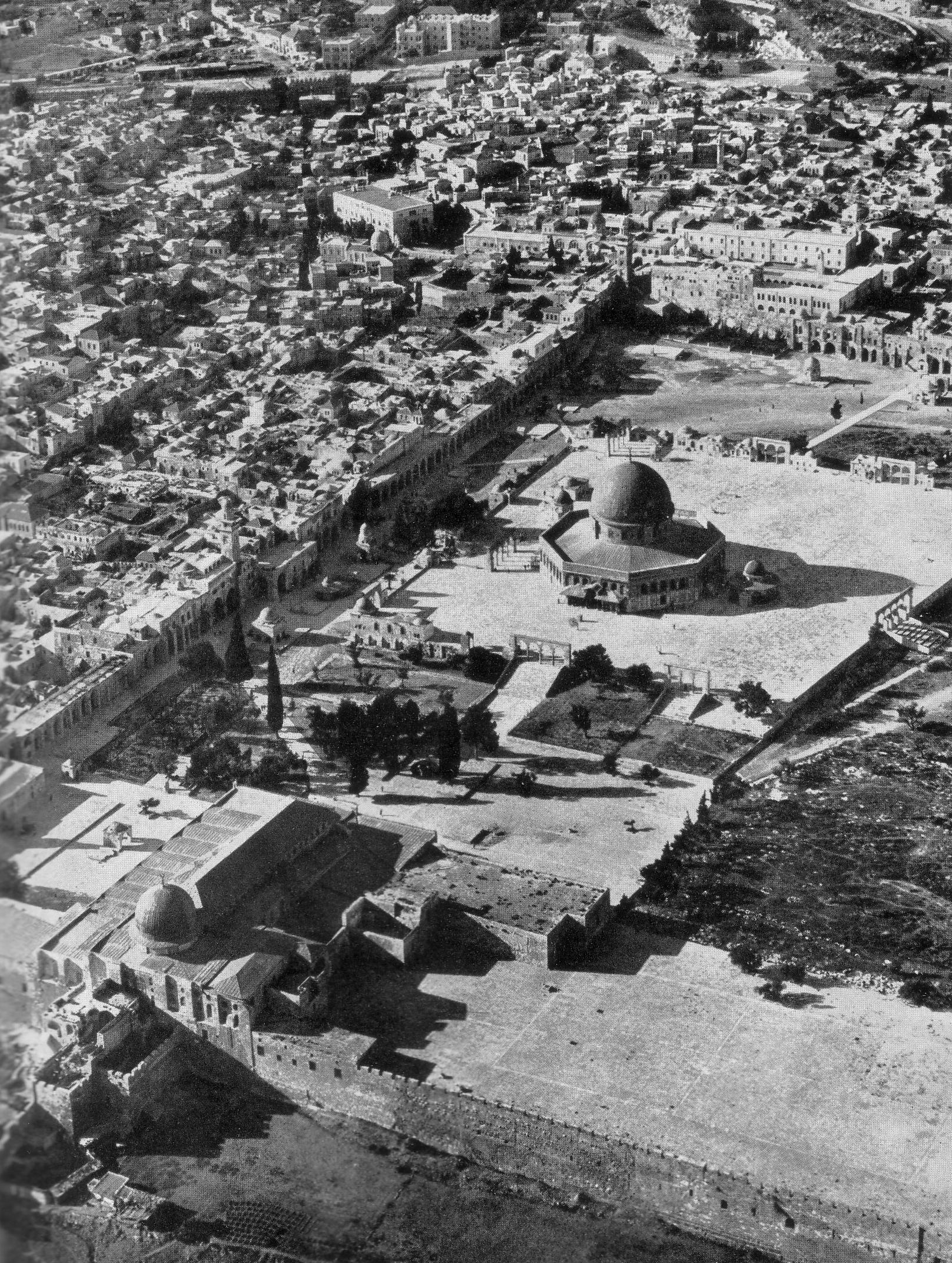
Vue aérienne, 1938

## Architecture

### Plan

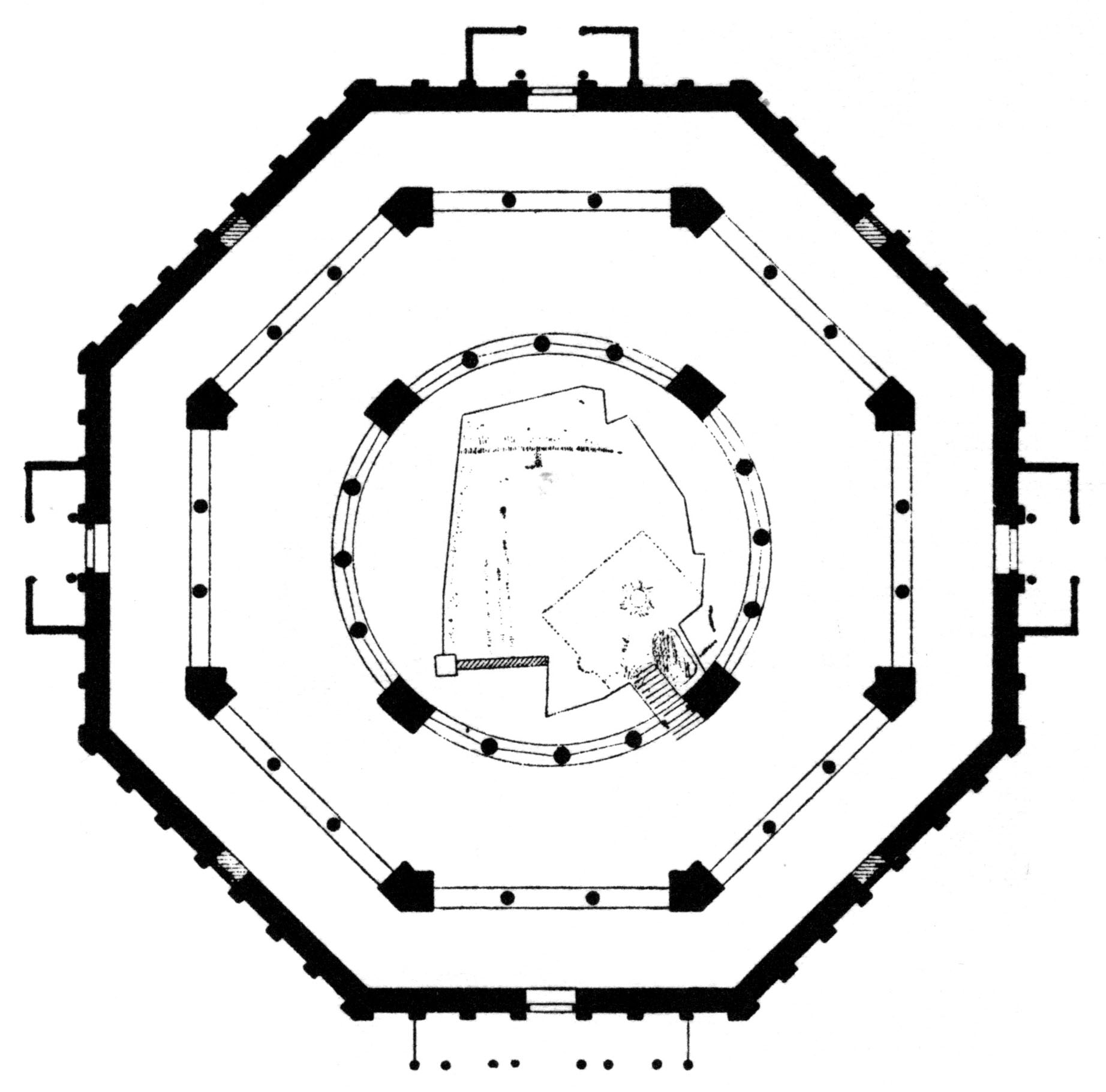
plan du dôme du Rocher

Le dôme du Rocher est situé sur une plate-forme artificielle rectangulaire ouverte par huit escaliers, deux sur les côtés sud et ouest, un sur les flancs nord et est. Situé un peu à côté du centre de cette estrade, il suit un plan centré autour du point focal qu'est le « Rocher de la Fondation », un affleurement du mont Moriah. Ce plan se décompose en un premier anneau au centre constitué par une première colonnade autour du Rocher, supportant la coupole, cernée d'une seconde, octogonale. Ces deux colonnades définissent un premier déambulatoire, tandis qu’un second se situe entre la seconde colonnade et les murs extérieurs, eux aussi à huit pans. L'édifice est ouvert par quatre portes, donnant en direction des quatre points cardinaux, l'une -celle qui regarde vers la mosquée Al-Aqsa, et donc vers la qibla[réf. nécessaire]- étant magnifiée par un portique plus important que ceux des trois autres ouvertures.

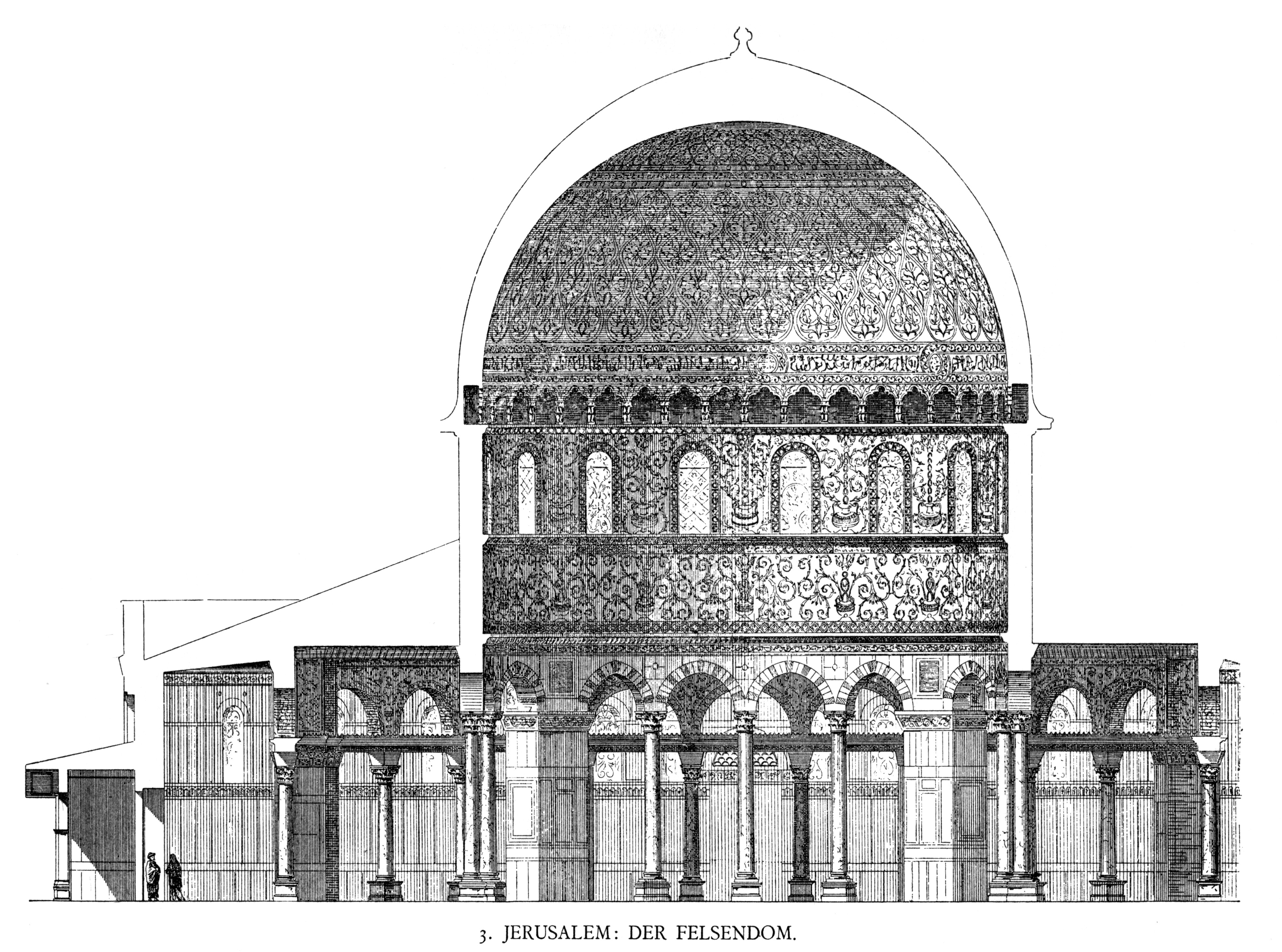
Coupe du dôme du Rocher, 1887–1901

Ce plan n'est pas nouveau : il s'inspire visiblement de ceux des martyria, communs dans l'architecture paléochrétienne et byzantine, dont il reste de rares vestiges comme Santa Costanza et Saint-Étienne-le-Rond à Rome. L'ancien Saint-Sépulcre à Jérusalem, à la fin du VIIe siècle, était essentiellement constitué d'une rotonde autour du tombeau du Christ, comme l'indique le pèlerin Arculfe, bien qu'assez différent, c'est éventuellement le Saint-Sépulcre qui a pu donner l'idée d'un monument à plan central dans cette ville. Le baptistère du Latran de Rome et la basilique Saint-Vital de Ravenne présentent un plan octogonal. Des parallèles peuvent également être tissés avec les vestiges de martyria disparus comme ceux de Capharnaüm ou Césarée, ou l'église de la Kathisma de la Vierge, près de Jérusalem.
Sous le Rocher, se trouve une grotte qui possède deux mihrabs et dont la forme originelle est impossible à définir étant donné les nombreuses restaurations.

### Élévation

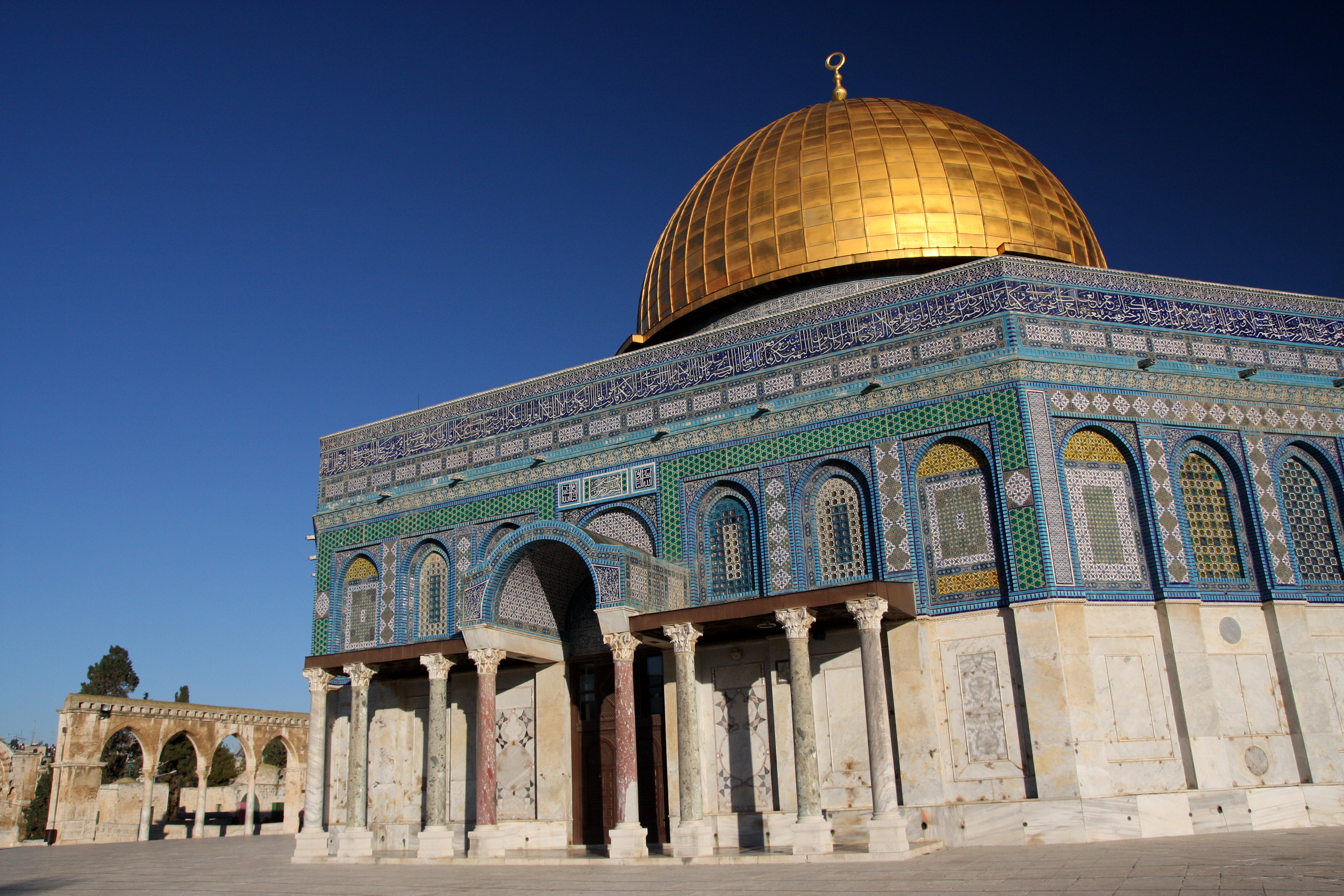
Colonnes et claustras extérieurs.

Deux types de supports sont utilisés : des colonnes de marbre de remploi coloré (marbre bleu notamment) et des piliers maçonnés. Pour la colonnade octogonale, la proportion est de deux colonnes reliées par des arcs surhaussés entre chacun des huit piliers ; dans celle circulaire, ce sont trois colonnes qui scandent l'espace entre quatre piliers, elles supportent des arcs en plein cintre à claveaux de couleurs alternées. Chaque colonne est surmontée d'un chapiteau à feuilles d'acanthe et des tirants de bois les relient, pour plus de solidité. Cette bande de poutres est continue et se place entre les chapiteaux et les arcs pour les colonnes et entre les piliers et les écoinçons pour les piliers.
Le mur extérieur est percé de nombreuses fenêtres à claustras ; on en compte sept sur les pans non-ouverts par une porte. Les portes, quant à elles, sont marquées par deux colonnes soutenant une grande arcade pour trois d'entre elles et par huit colonnes alignées, dont les deux centrales soutiennent aussi une arcade, pour celle qui regard vers la qibla. Seize fenêtres à claustras se retrouvent également sur le tambour du dôme central. Les doubles grilles qui meublent toutes ces ouvertures, tant sur le mur extérieur que sur la façade du tambour, datent de la période ottomane. Les fenêtres devaient être originellement en dentelle de marbre à l'intérieur et en fer forgé à l'extérieur.

### Couvrement

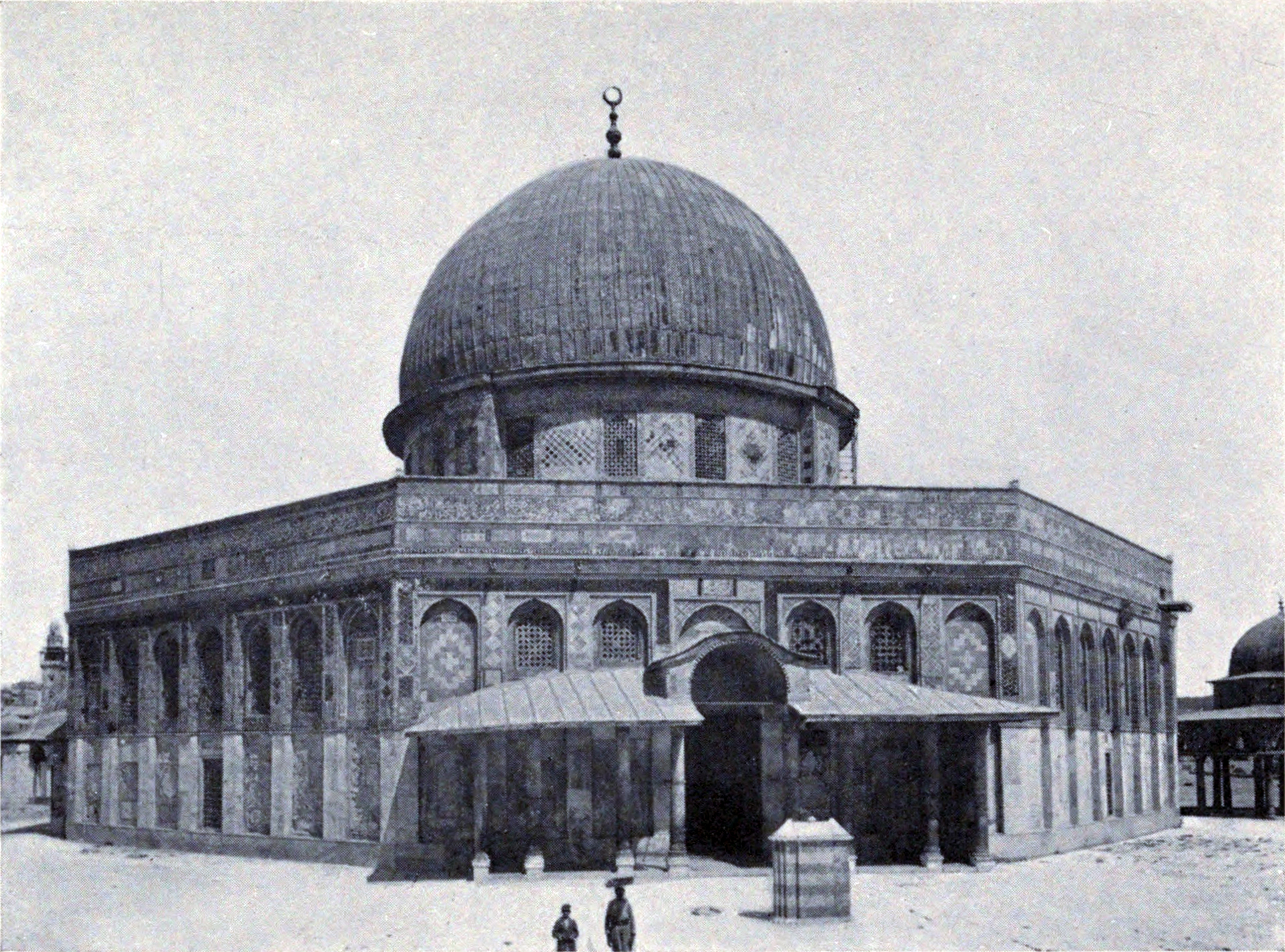
Le dôme du Rocher en 1913

Deux types de couvrements se combinent dans le monument. Au centre, une coupole surmonte le Rocher, située sur un haut tambour à deux étages, un plein en partie inférieure et un percé de seize fenêtres dans la zone supérieure. Elle s'élève à 25 m de hauteur pour un diamètre de 20 m et est constituée de deux coques de bois, dont l'extérieure est dorée par un alliage.

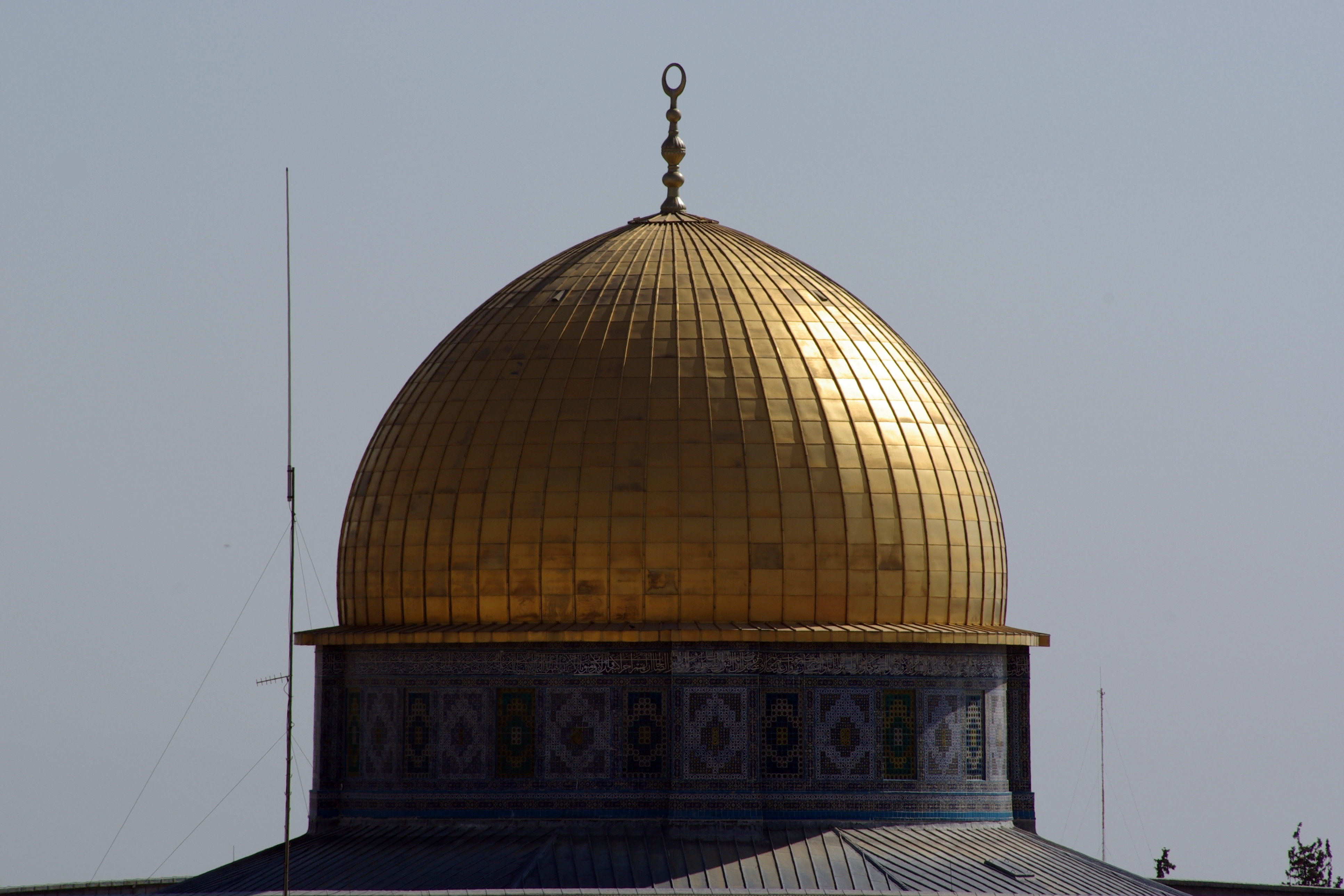
Vue extérieure du dôme (2008)

Selon Al-Muqaddasi (vers 985) et Al-Wâsitî un peu plus tard, la coupole avait originellement été dorée avec l'or qui restait en surplus après la construction, mais il y a tout lieu de croire que ce récit n'est qu'une légende. Dans la toile d'Auguste de Forbin, Vue de Jérusalem, prise de la vallée de Josaphat, présentée au salon de 1831, le dôme est nettement doré, de même que sur une peinture de Vassili Polenov datée de 1882 et sur une de Charles Fouqueray datée 1919 ; cependant, une peinture de Salomon Bernstein datée de 1928 et des photographies datant de la deuxième moitié du XIXe et de la première moitié du XXe siècle le montrent sans dorure, comme le sont encore actuellement les dômes d'al-Aqsa ou du Saint-Sépulcre. Les rénovations se poursuivirent jusqu'à la fin des années 1920, et le point culminant du projet de rénovation est le placage à l'or de la structure du Dôme du Rocher. En 1928, une cérémonie est organisée sur le Mont du Temple pour inaugurer le Dôme d'Or, au cours de laquelle le Mufti Hajj Amin al-Husseini accueille des foules d'invités venus de tout le monde musulman.

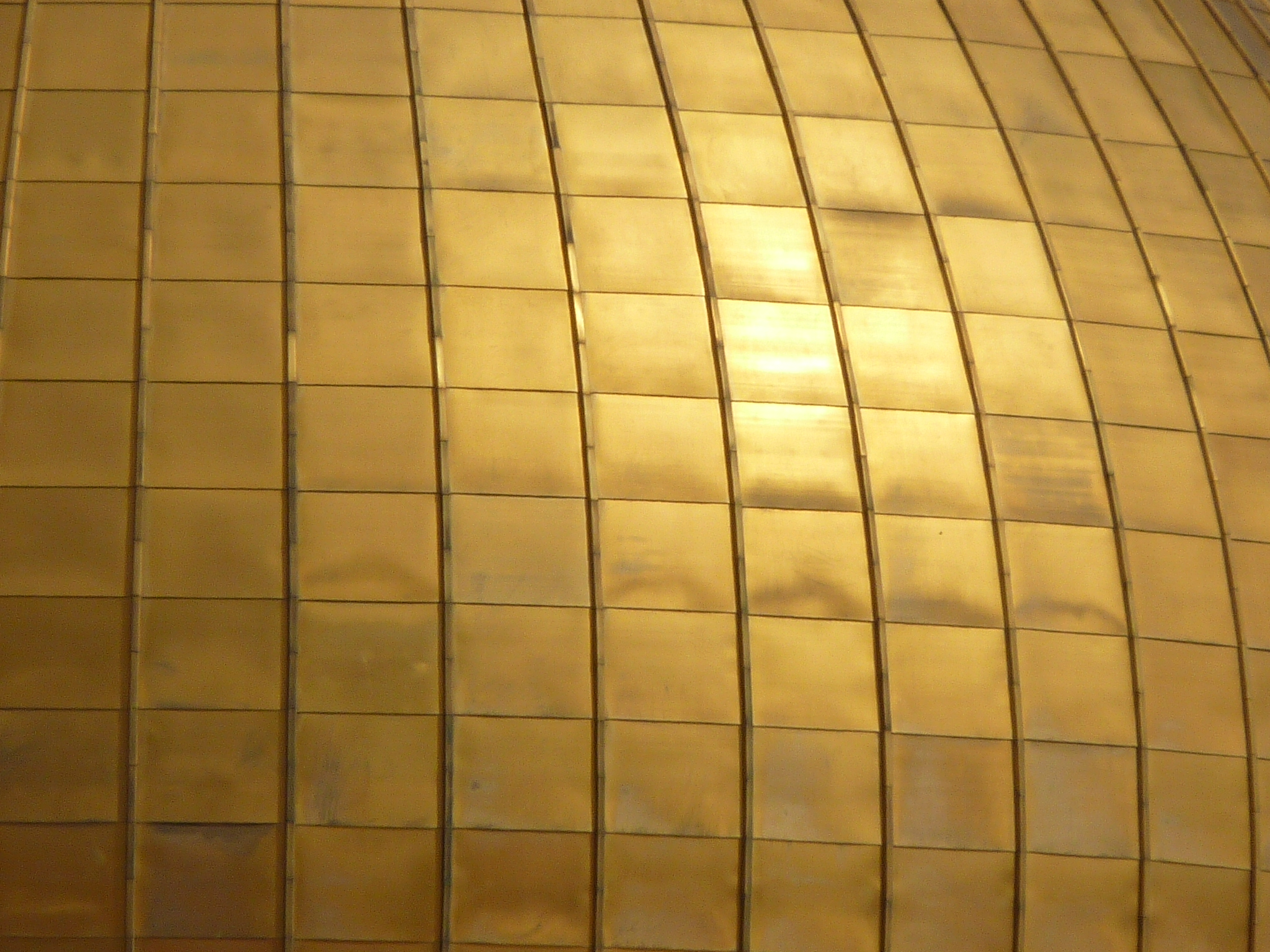
Vue sur le couvrement (2012).

Avant 1959, le dôme est recouvert de plomb noirci. Au cours d'une importante restauration réalisée de 1959 à 1962, le plomb est remplacé par des plaques d'aluminium et de bronze recouvertes de feuilles d'or. Il est redoré en 1965, lors de l'achèvement des travaux,, mais la toiture actuelle, qu'il s'agisse de celle des toits du déambulatoire ou de la coupole elle-même, date de la restauration de 1994. En effet, le résultat des rénovations n’étant pas satisfaisant sur les photographies du mont du Temple de 1967 faisant apparaître le dôme décoloré, le roi Hussein de Jordanie veut lui donner un aspect doré et brillant. Il fait alors don de 8,25  millions de dollars américains sur ses deniers, en vendant l'une de ses maisons à Londres pour financer les 80 kilogrammes (180 livres) d'or nécessaires à sa réfection. Le dôme est ainsi recouvert d'une couche d'or au fil des années 1993-1994, dans un processus électrochimique spécial, au cours duquel les plaques d'aluminium plaquées or sont remplacées par environ 5 000 nouvelles plaques d'or.
Au-dessus des déambulatoires, c'est un toit en pente qui assure le couvrement. Il est caché à la vue par un haut parapet qui surmonte la façade extérieure. Contigu au tambour du dôme, il s'attache juste au-dessous des fenêtres à claustra dont celui-ci est percé. À l'intérieur, le plafond est daté du XIIIe siècle. La couverture des toits pentus, à l'origine en plomb, est désormais en aluminium.

### Description
Dans son Voyage en Orient, entre 1832 et 1833, le poète Lamartine apporte un témoignage sur le lieu :
« La mosquée d’Omar, ou El-Sakara, édifice admirable d’architecture arabe, est un bloc de pierre et de marbre d’immenses dimensions, à huit pans, chaque pan orné de sept arcades terminées en ogive ; au-dessus de ce premier ordre d’architecture, un toit en terrasse, d’où part tout un autre ordre d’arcades plus rétrécies, terminées par un dôme gracieux couvert en cuivre, autrefois doré. — Les murs de la mosquée sont revêtus d’émail bleu ; à droite et à gauche s’étendent de larges parois terminées par de légères colonnades moresques, correspondant aux huit portes de la mosquée. Au delà de ces arches détachées de tout autre édifice, les plates-formes continuent et se terminent, l’une à la partie nord de la ville, l’autre aux murs du côté du midi. »

## Décor intérieur
Le décor intérieur du dôme du Rocher est de trois types : des tirants de bois couverts de bronze, des placages de marbres sur les murs et les piliers et des mosaïques à fond d'or dans les parties hautes (écoinçons, soffites), que les restaurations n'ont visiblement pas altérées et qui s'étalent sur plus de 280 m2. Le décor devait d'ailleurs être plus ou moins identique à l'extérieur, mais a été remplacé par des céramiques polychromes de très belle qualité à la période ottomane. On ne sait pas si les mosaïques recouvraient toute la surface ou étaient organisées en bandeaux ou en panneaux. En revanche, le revêtement de marbre extérieur est resté intact.

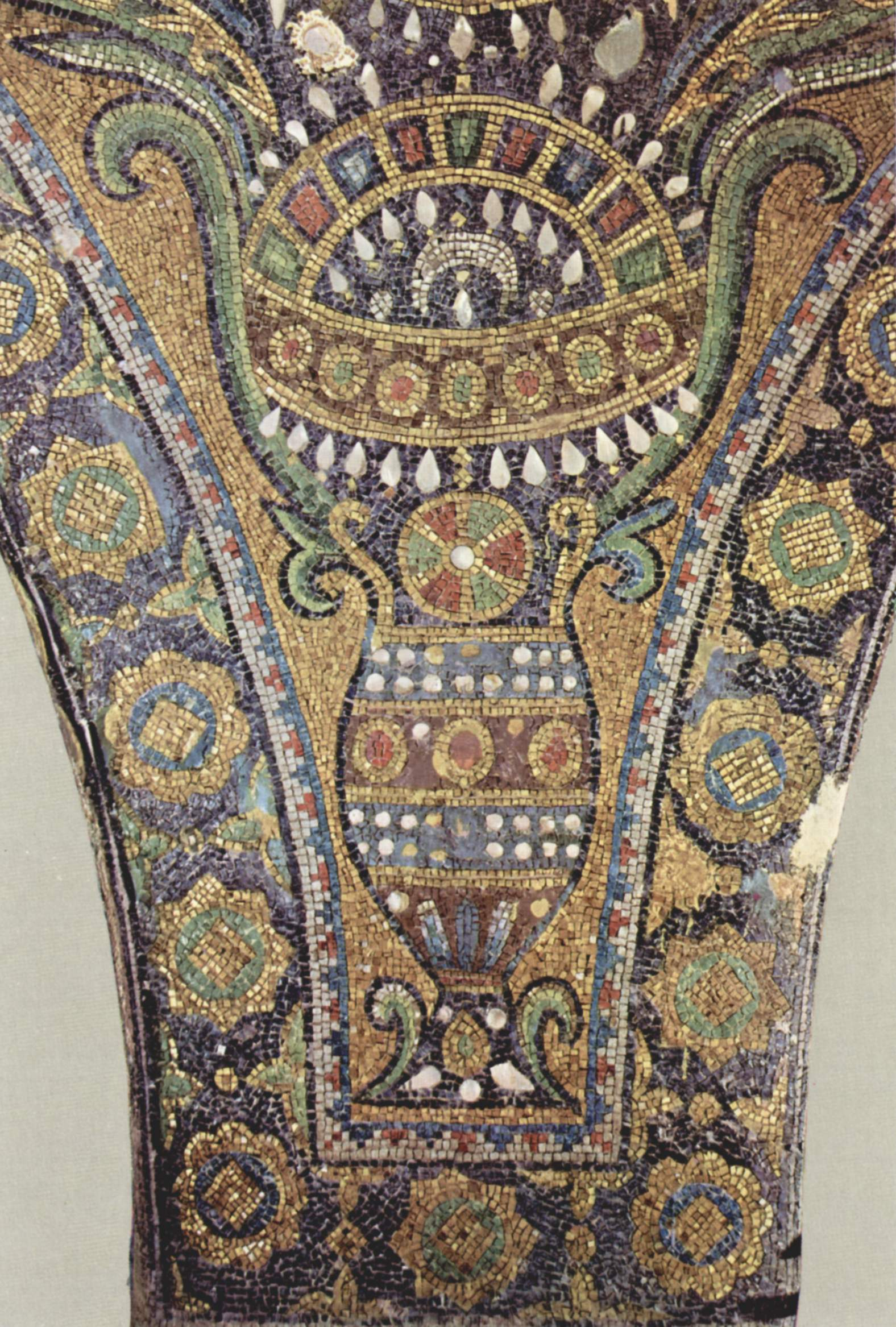
Un exemple de couronne byzantine en mosaïque

Du point de vue de l'iconographie, on note l'absence totale de représentations figurées : ni humains, ni animaux ne sont représentés dans les mosaïques (aniconisme). On trouve par contre de nombreux motifs végétaux (guirlandes, feuilles d'acanthe, rinceaux de vigne, arbres réels et imaginaires, rosettes), et, à l'intérieur des colonnades circulaire et octogonale et du tambour du dôme, des bijoux sous la forme de couronnes sassanides et byzantines, de pectoraux et autres joyaux.
La symbolique du décor du dôme a soulevé bien des questions et interprétations ; il semble en effet, étant donné son agencement et son iconographie, que celui-ci n'avait pas pour seule vocation d'être ornemental et chatoyant. Oleg Grabar pense que les bijoux peuvent être interprétés comme des symboles de nations défaites suspendus comme des trophées sur les murs (spolia), ainsi qu'on en trouvait à la Kaaba, mais beaucoup d'autres lectures, contradictoires ou complémentaires, sont apportées.

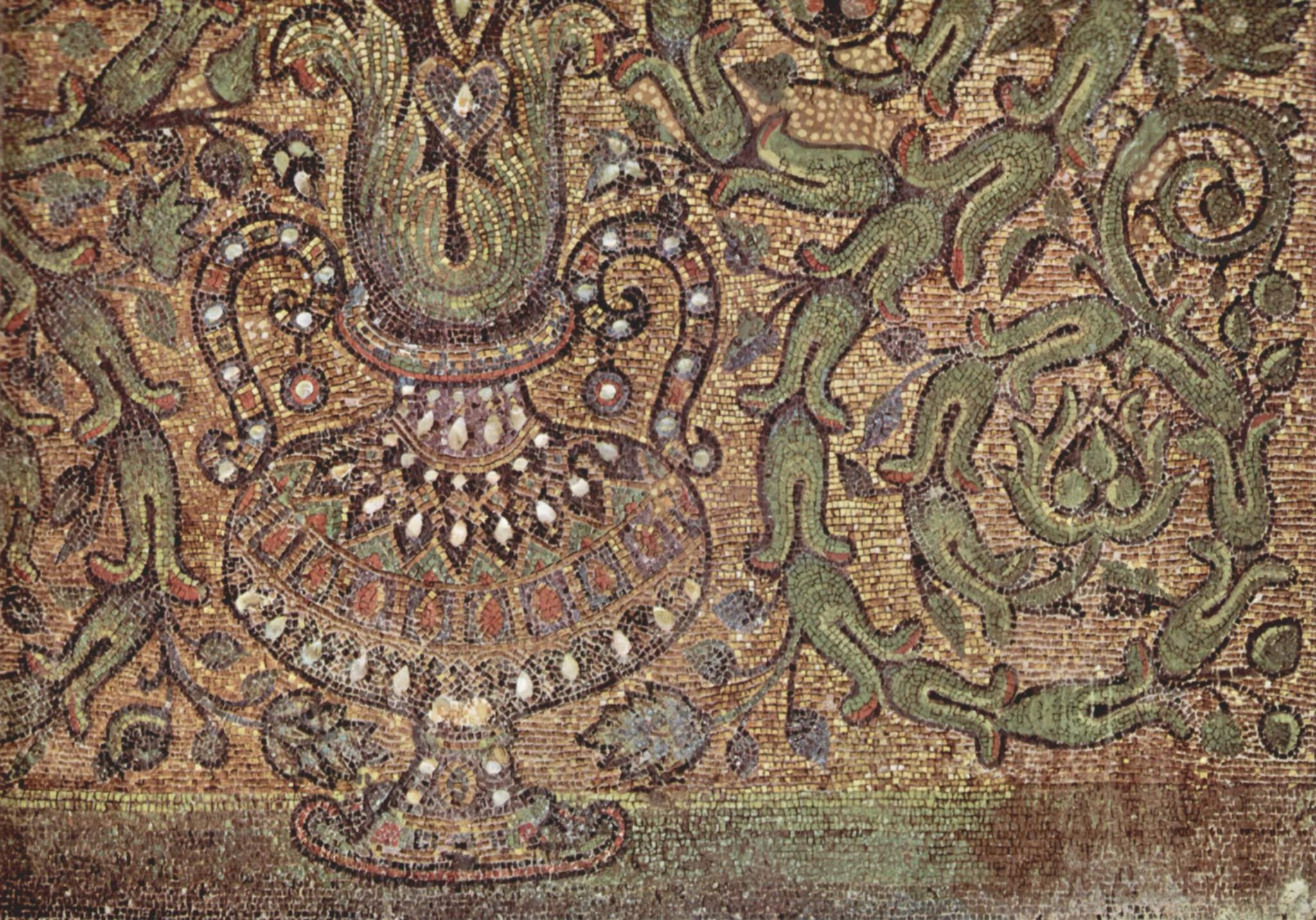
Décor de mosaïque : rinceaux végétaux et vase incrusté de perles

On a souvent rapproché les mosaïques du dôme de mosaïques chrétiennes, comme celles de la Basilique de la Nativité de Bethléem, par exemple. En effet, il est assez probable que leurs réalisateurs soient des artistes chrétiens ou musulmans récemment convertis à l'islam, et formés dans des traditions chrétiennes ou juives. Les mosaïques tirent d'ailleurs leurs motifs de l'Antiquité tardive. 
Toutefois, on remarque une adaptation au modèle musulman, notamment dans la disparition de la figuration, ce que l'on retrouvera quelques années plus tard à la grande mosquée des Omeyyades de Damas. Oleg Grabar note par ailleurs la naissance dans le dôme du Rocher de deux grands principes spécifiques à l'art islamique : l'utilisation de formes réalistes à des fins non-réalistes - incrustations de joyaux dans le tronc d'un arbre, par exemple - et la variation infinie sur un même thème, en arrangeant différemment des motifs semblables. De plus, contrairement aux bâtiments de l'Antiquité classique, le décor du dôme n'est pas subordonné à l'architecture et ne cherche pas à mettre en valeur la structure du bâtiment, mais au contraire couvre tout le bâtiment, comme pour créer une atmosphère particulière, un lieu unifié sans architecture réellement tangible.

Eléments de décoration
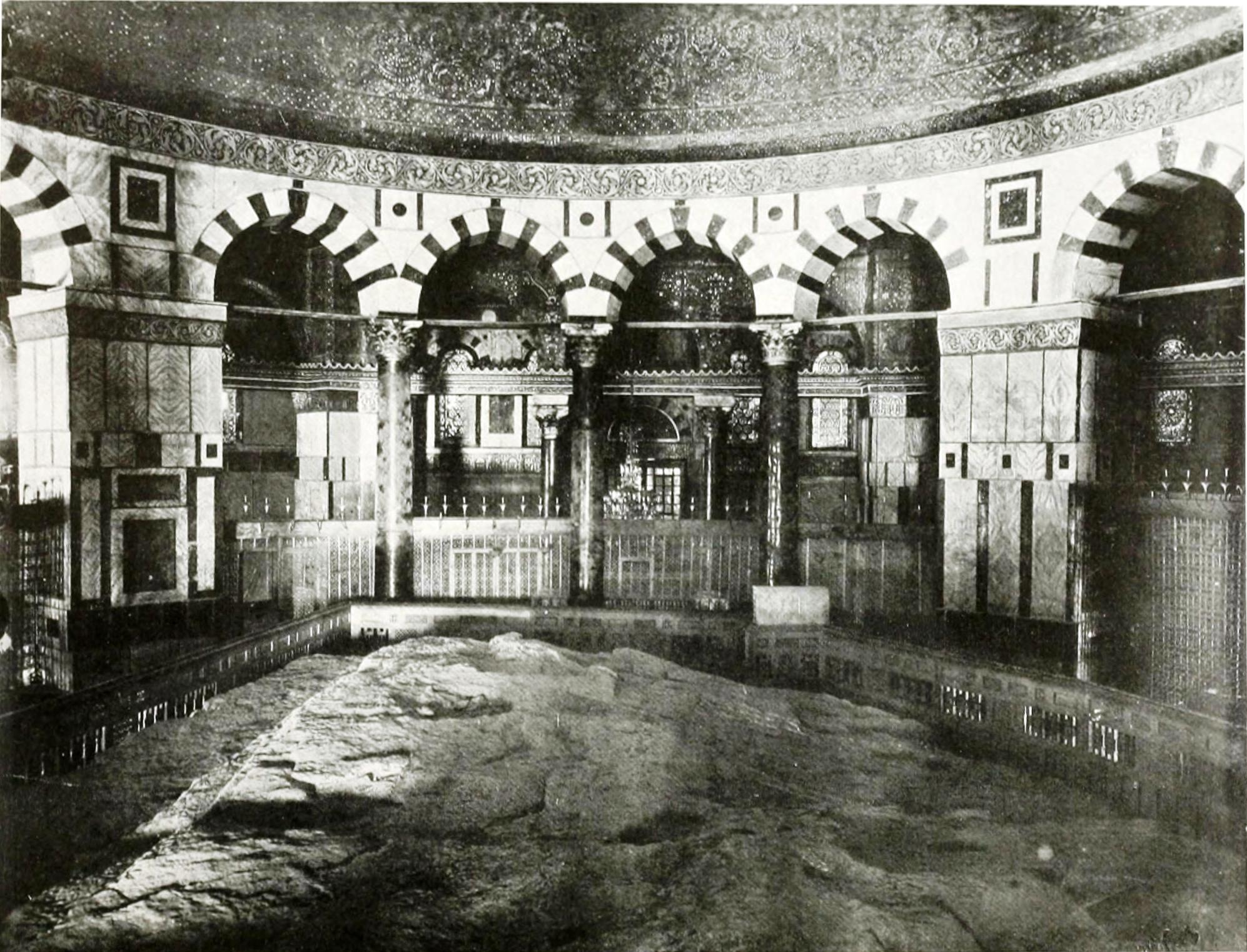
1910
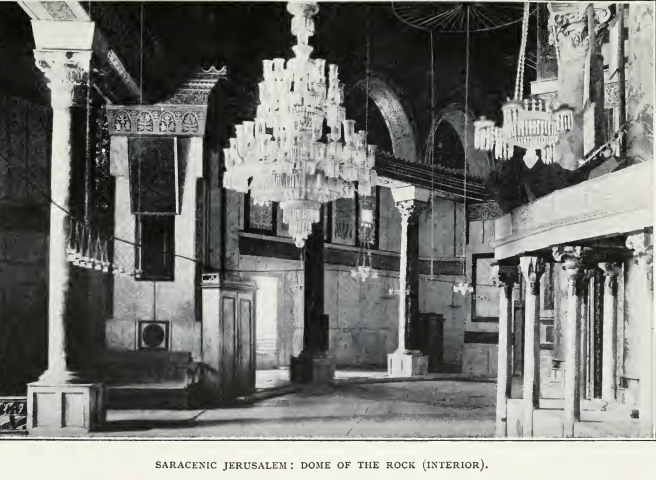
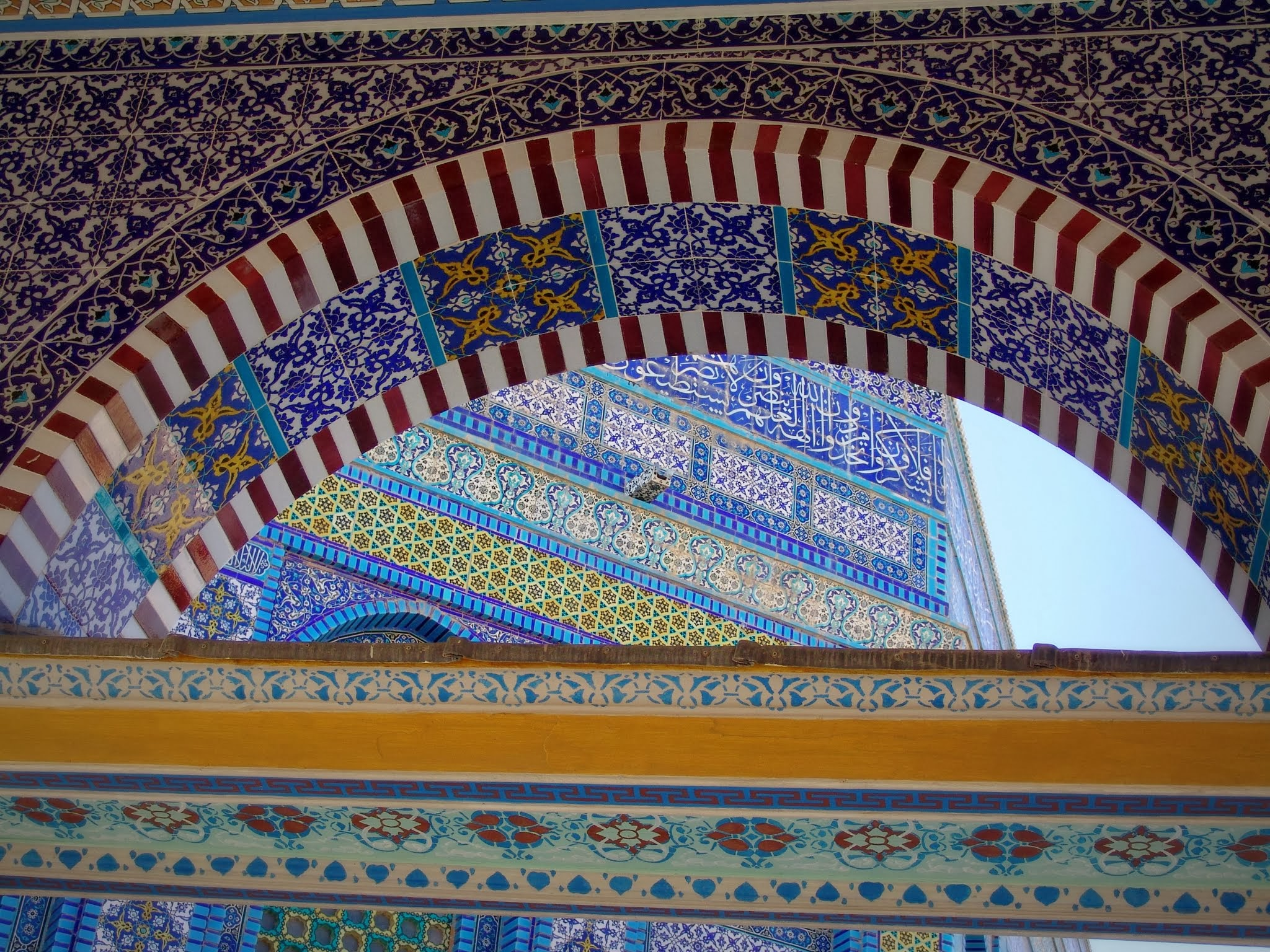
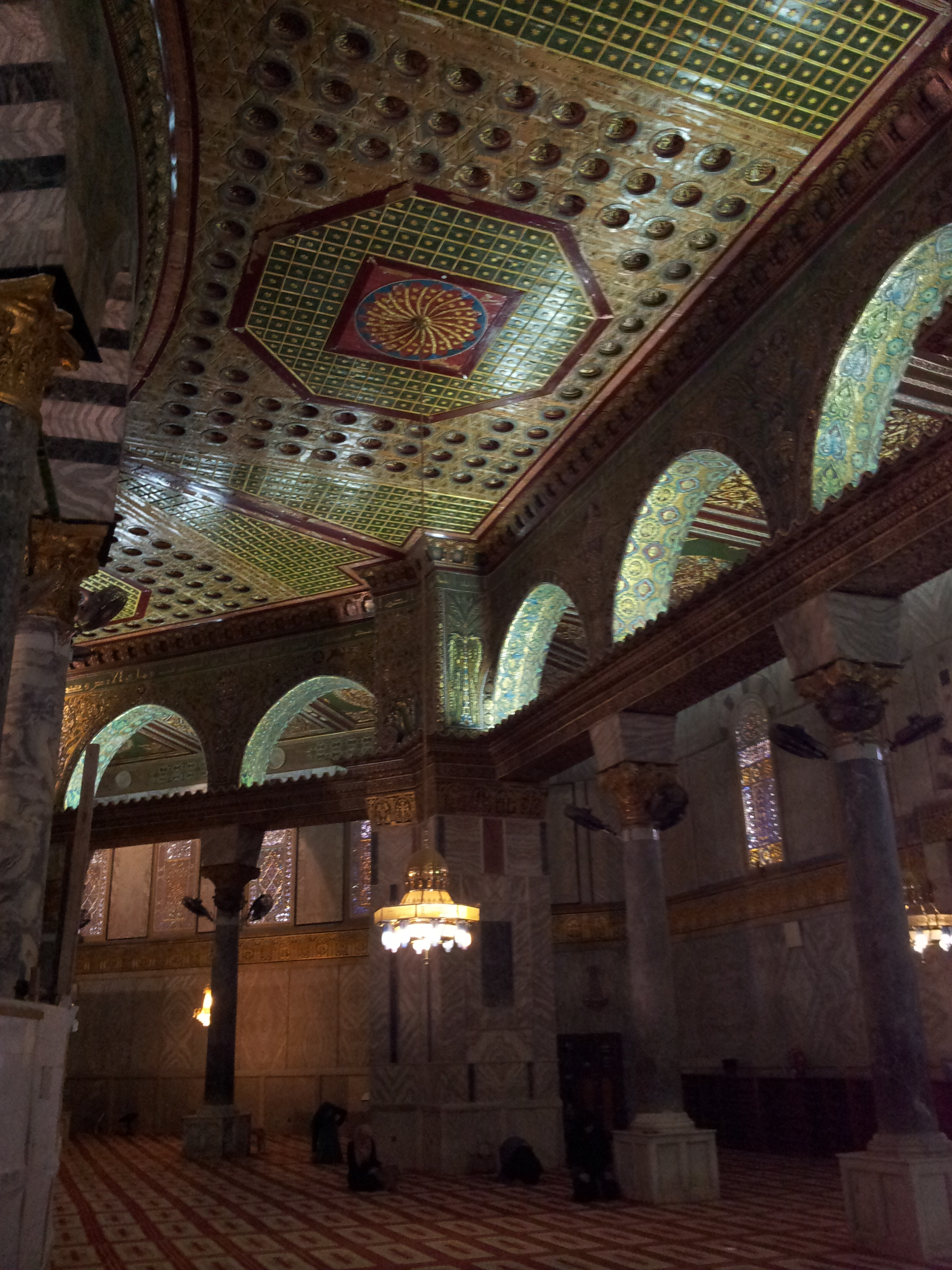
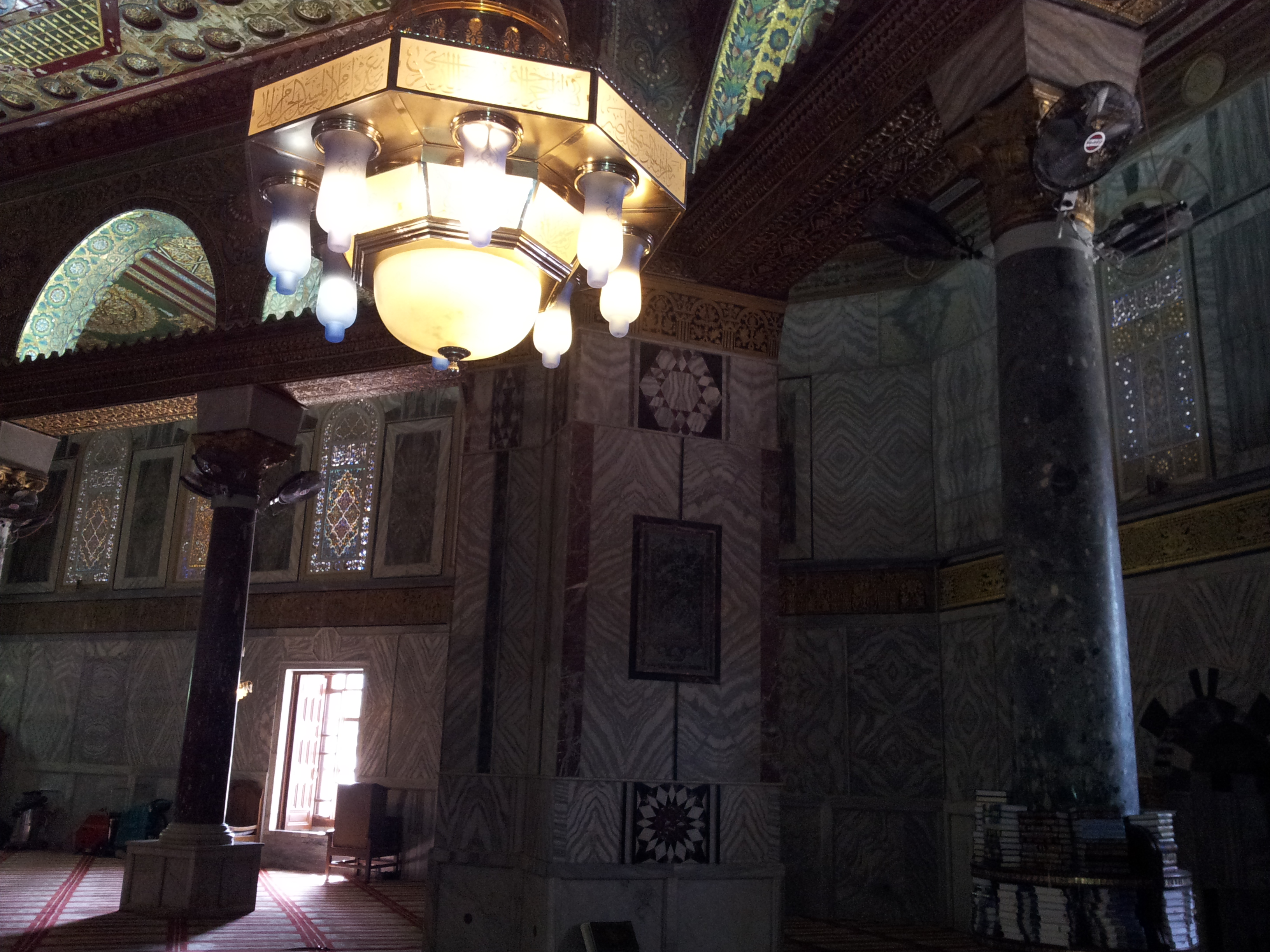
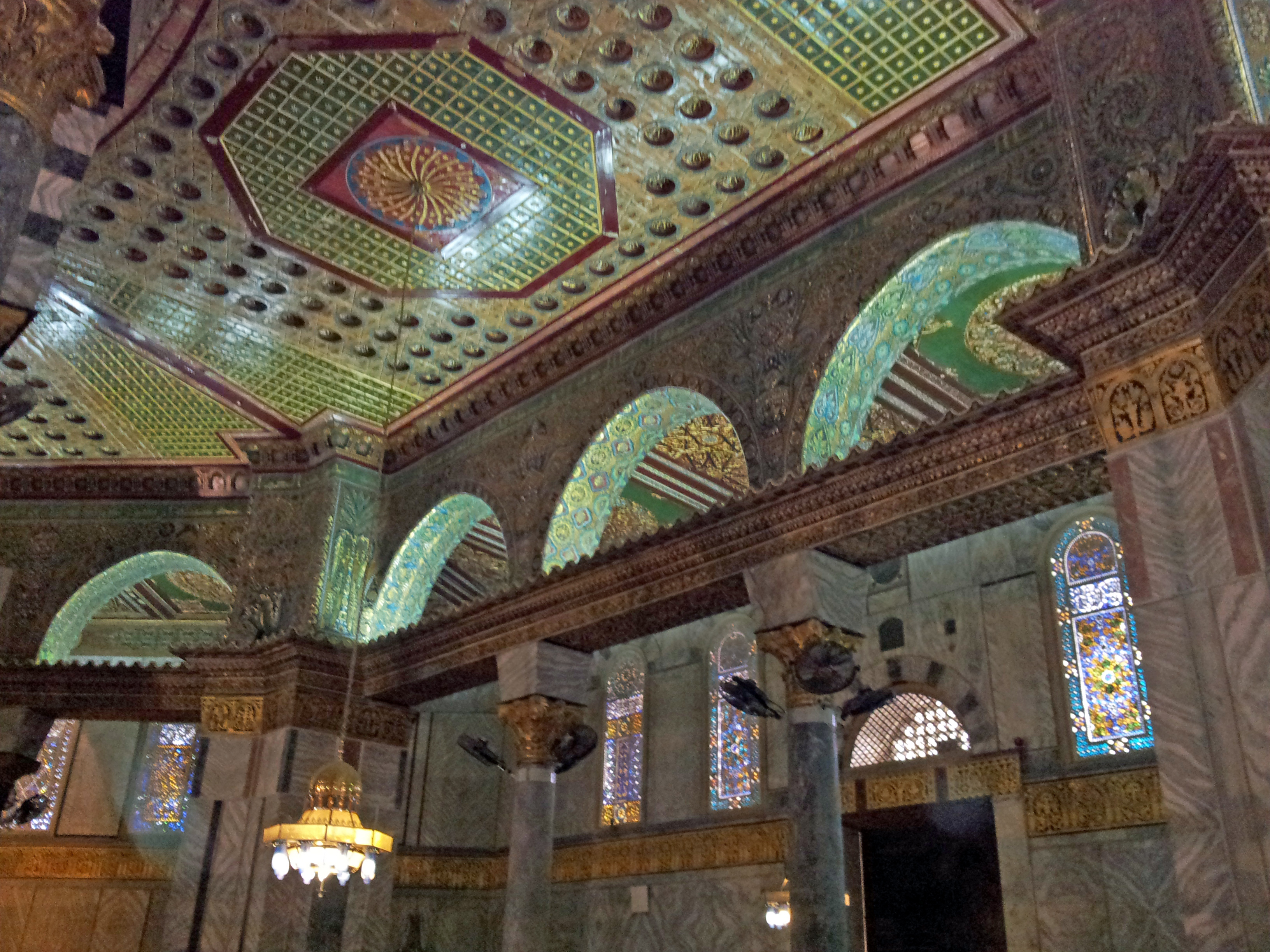
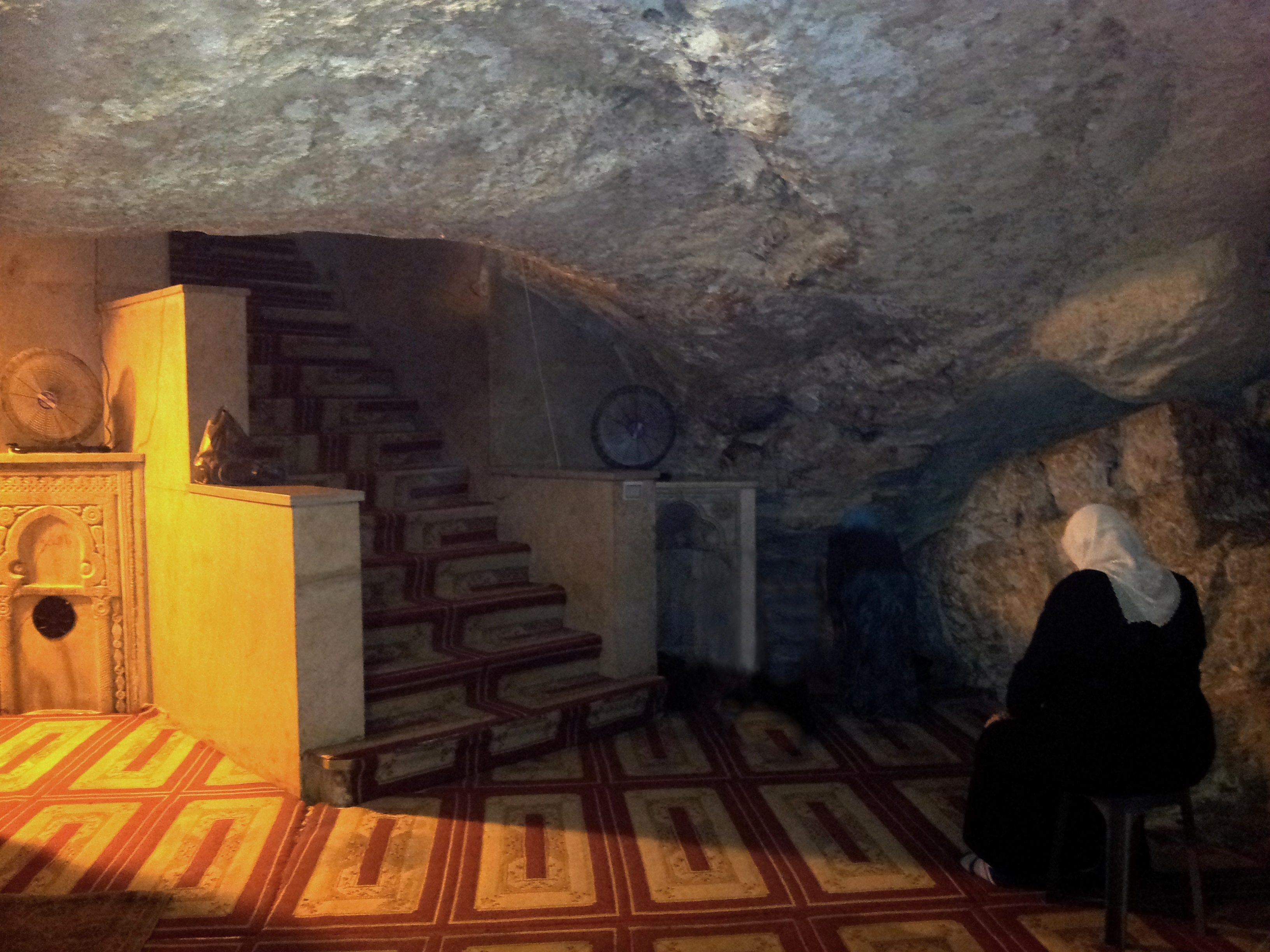
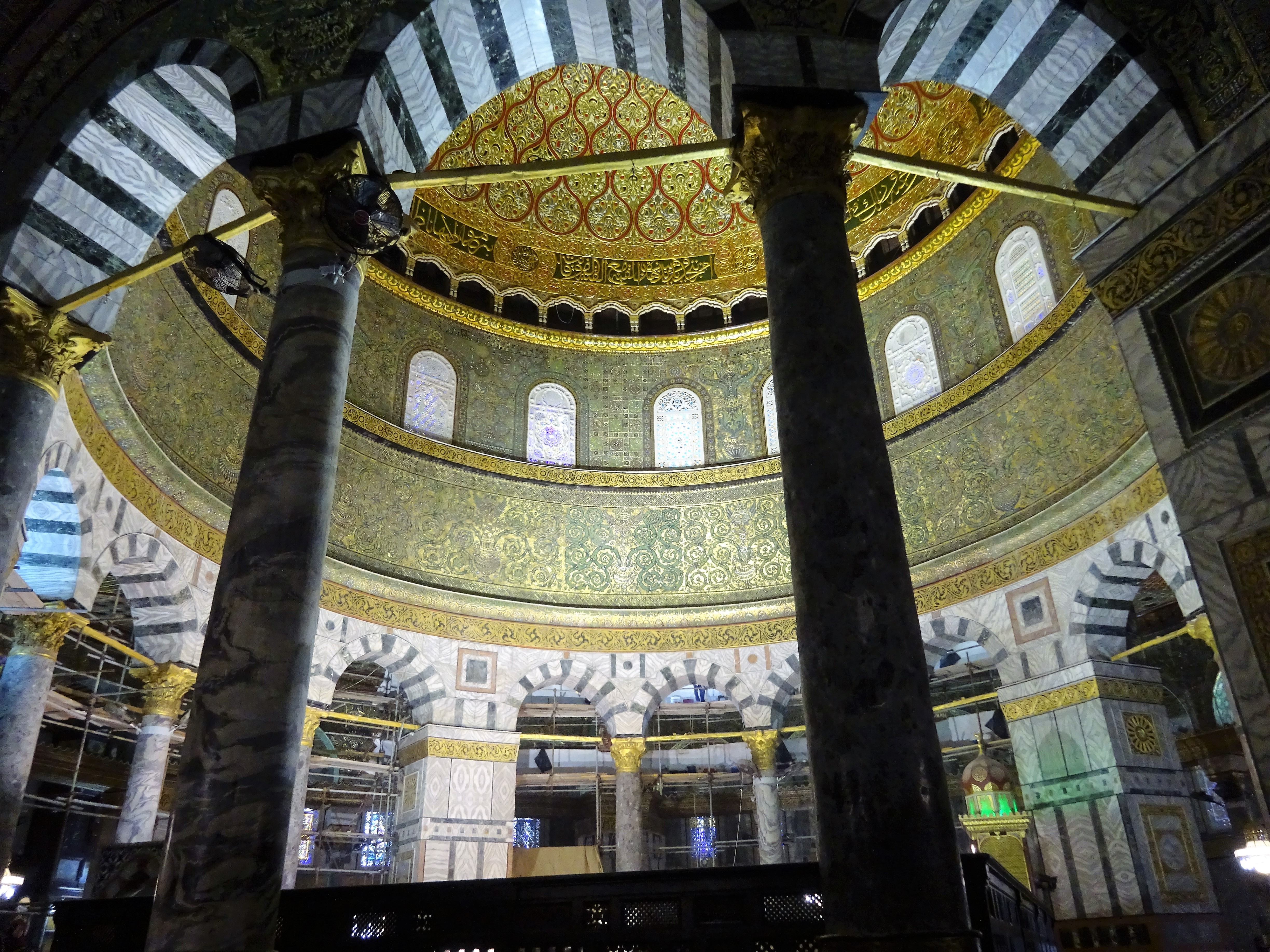
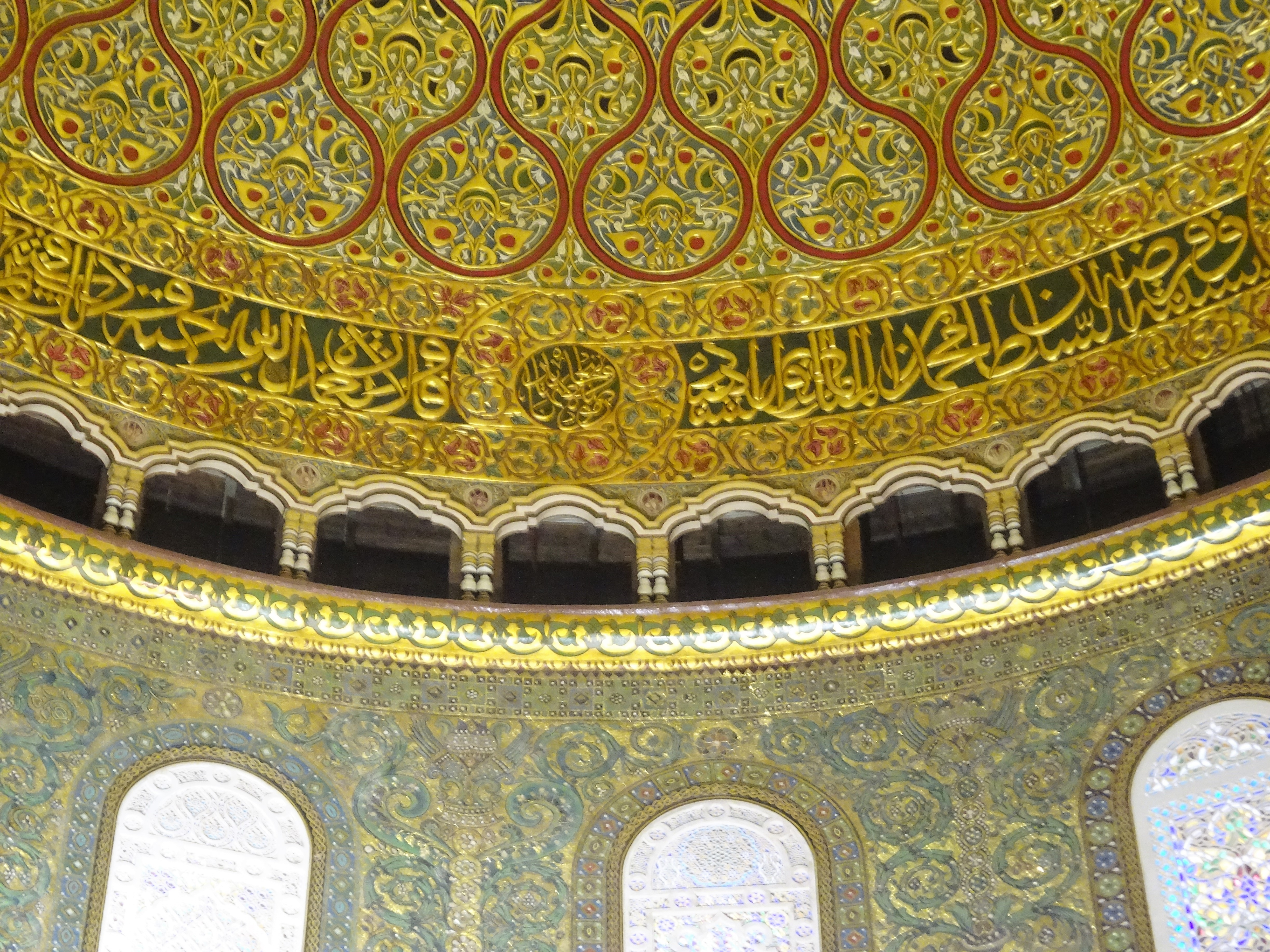
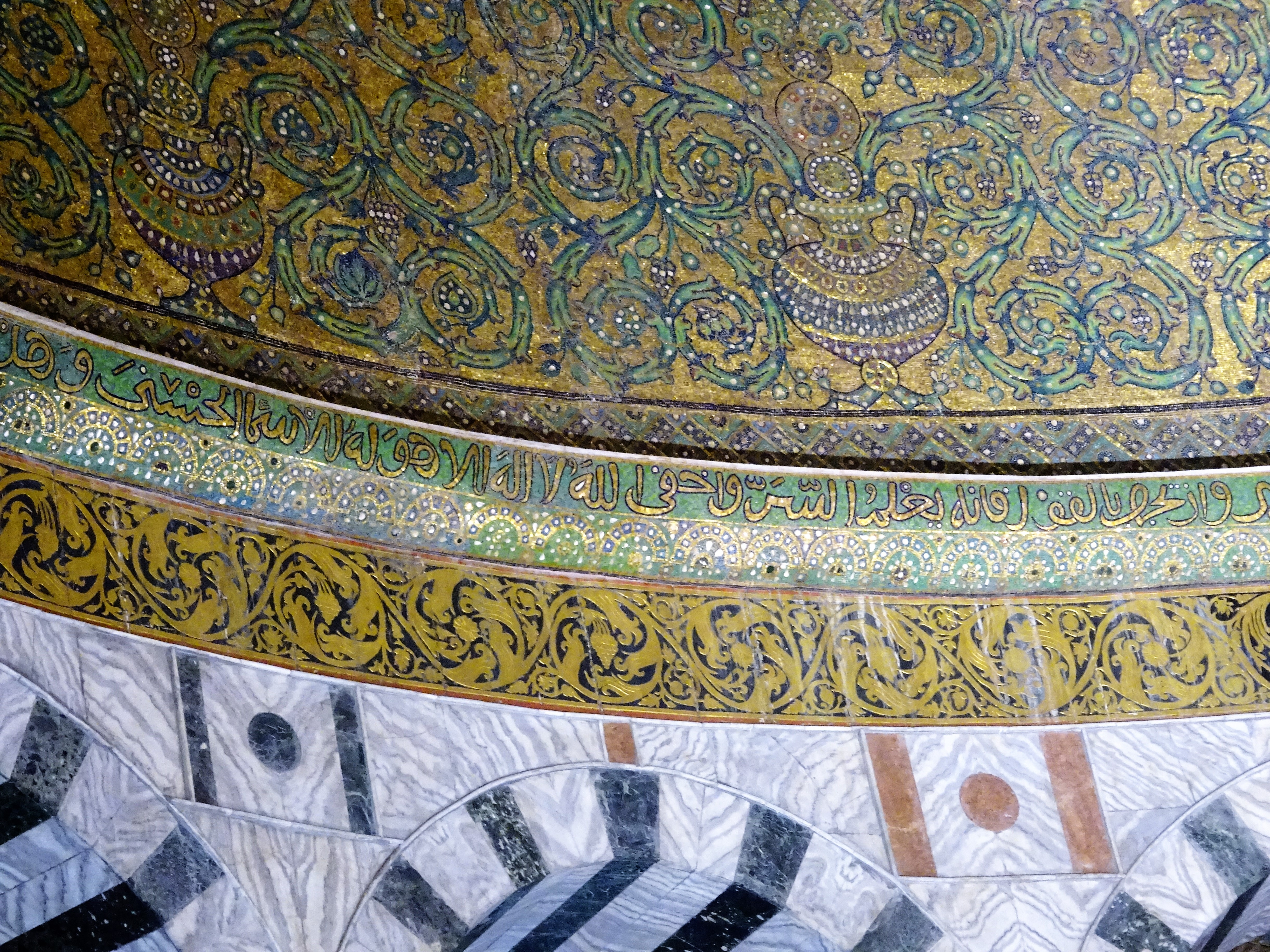
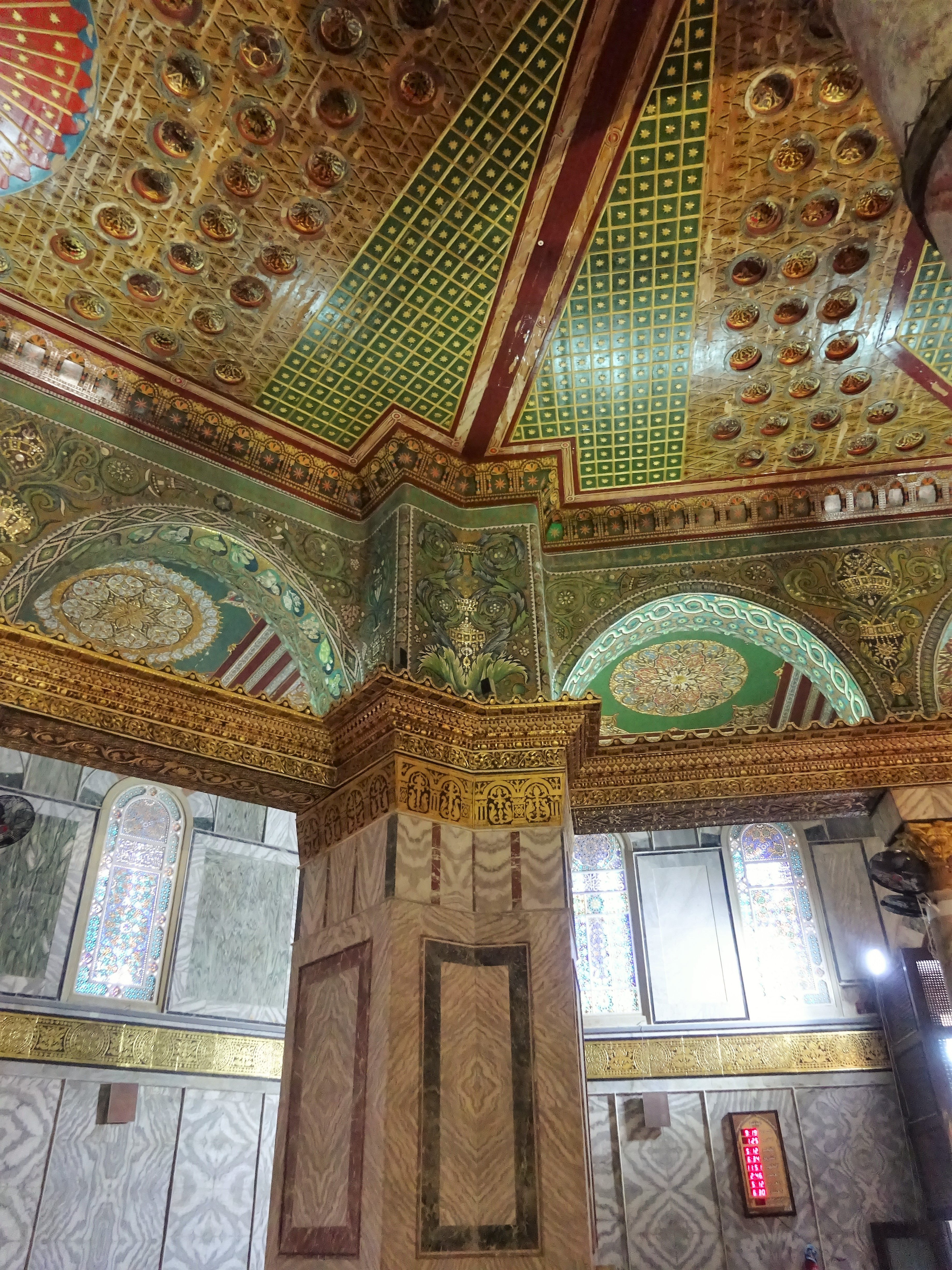

## Inscriptions

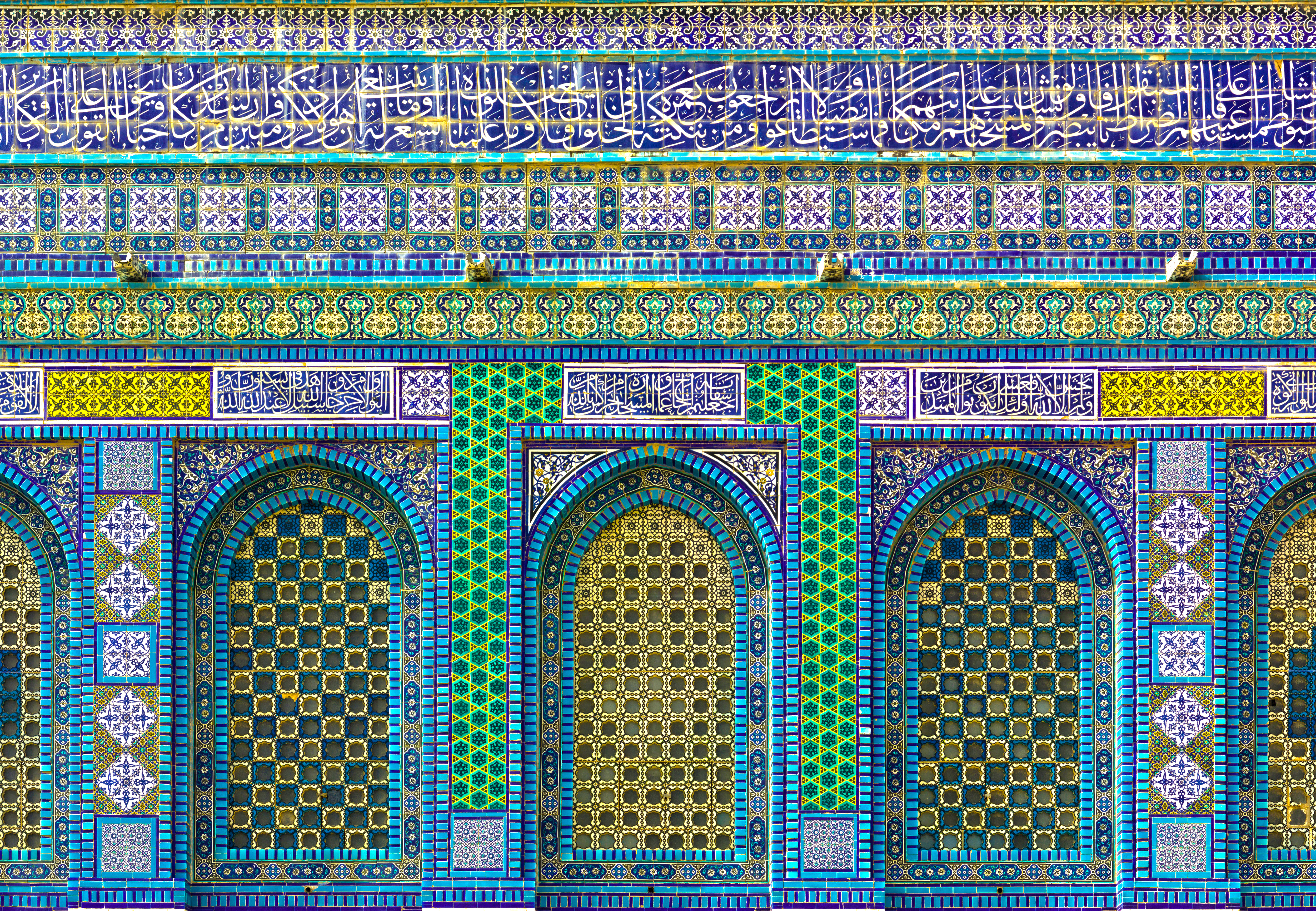
Inscriptions sur la façade nord-est

Le dôme du Rocher constitue le premier bâtiment où se déploie un programme d'inscriptions mûrement réfléchi. Trois sont umayyades : une, longue de 240 m, se situe au-dessus des arches de la colonnade octogonale extérieure, les deux autres se trouvant sur les portes est et nord. Il s'agit à chaque fois d'inscriptions religieuses issues du Coran, mis à part le nom du commanditaire, Abd al-Malik (qu'Al-Mamun a tenté de remplacer par son nom) et la date.
Une inscription sur le dôme, « Muḥammad », remonte à une cinquantaine d'années après la mort de Mahomet, soit en 692 (72 de l'Hégire),, probablement issue de la phrase biblique : « Béni soit celui qui vient au nom du Seigneur » - « le béni » (Mhmd) désignant Jésus (Īsā),.

Lues depuis 1900, les inscriptions font principalement référence à la grandeur et à l'unicité de Dieu, s'attardent sur les missions prophétiques et notamment le rôle de Jésus comme prophète, font allusion au paradis. Elles peuvent être traduites de la façon suivante :

« Ô gens du Livre (les chrétiens), ne soyez pas excessifs dans votre religion, et dites seulement la vérité sur Dieu. Le Messie, Jésus, fils de Marie, fut seulement un messager de Dieu, il fut la parole de Dieu confiée à Marie. Croyez ainsi en Dieu et en ses messagers et ne parlez pas de trinité ; abstenez-vous de parler de cela, cela vaut mieux pour vous ».
On peut y voir une affirmation de la grandeur de l'islam à la fois en direction des nouveaux convertis, des musulmans hésitants et des non-musulmans,, mais Myriam Rosen-Ayalon en a montré aussi les tenants eschatologiques afin d'appuyer sa thèse selon laquelle le dôme du Rocher est une préfiguration de la Jérusalem céleste. Le prophète Mahomet est, pour la première fois, considéré comme un intercesseur au jour du Jugement dernier, un rôle qui ne lui est pas dévolu dans le Coran. Karl-Heinz Ohlig contredit ces interprétations en considérant que les inscriptions du dôme du Rocher montrent l'absence d'une religion musulmane indépendante aux VIIe – VIIIe siècle, estimant au contraire qu'il s'agit alors d'une « forme de christianisme syro-persan ».

## Sources et innovations

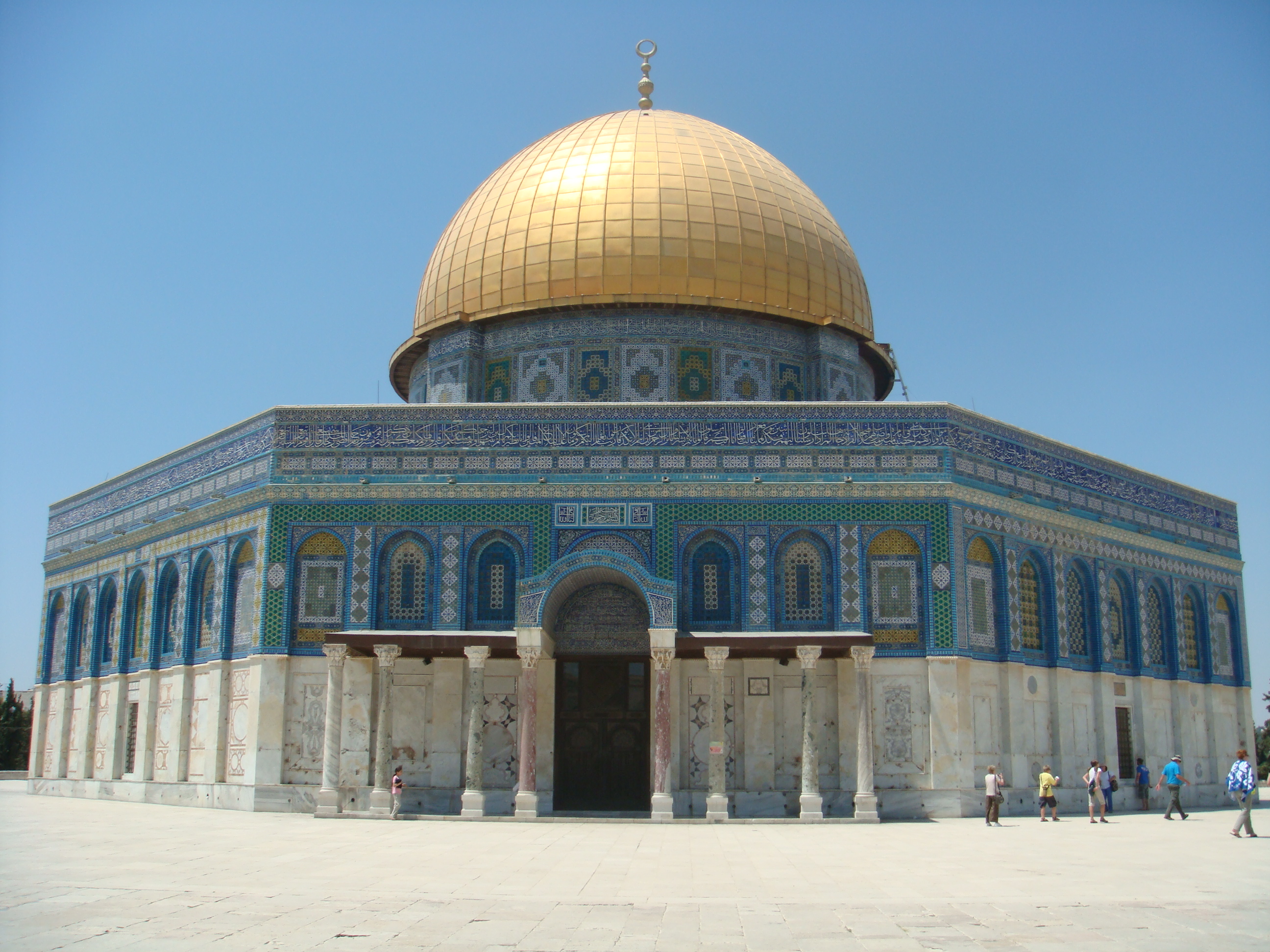
Vue de face du Dôme

Architecture, plan, matériaux (les colonnes, avec leurs chapiteaux et leurs bases), sont récupérés des ruines de l'esplanade, méthodes de construction et techniques de décor puisent grandement dans le vocabulaire de l'Antiquité tardive méditerranéenne, notamment à Byzance et à Rome. Il s'y ajoute déjà une influence persane sassanide, notamment dans la géométrisation rigoureuse, le jeu des surfaces planes, ainsi que dans le décor extérieur d'origine, comme les palmettes ailées. Cette association entre l'art byzantin et l'art persan sassanide formera la base de l'art islamique, inauguré par le dôme du Rocher.

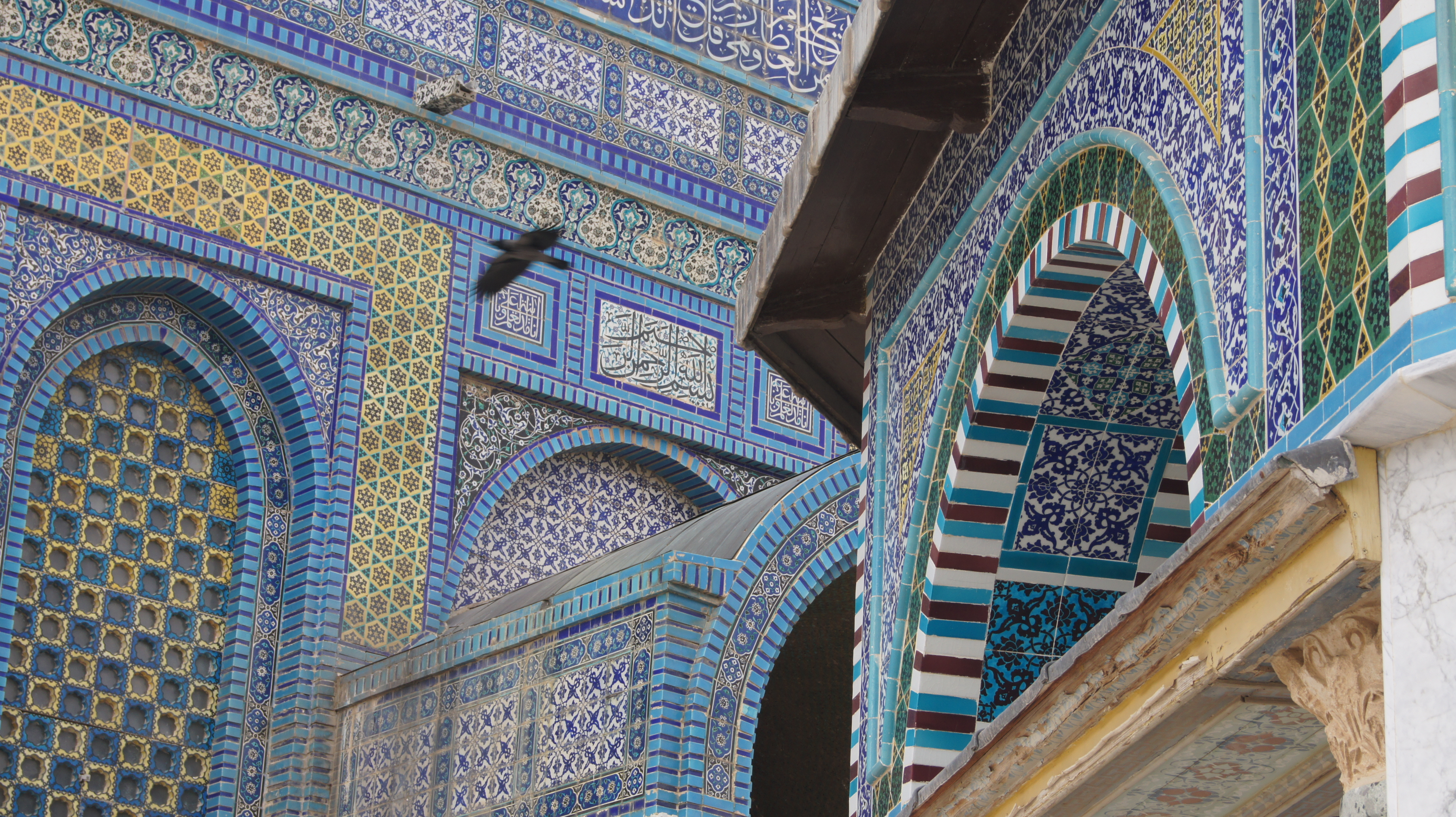
Céramiques colorées

De ce fait, on remarque qu'aucun bâtiment paléochrétien ni byzantin ne ressemble exactement au dôme du Rocher. Celui-ci puise certes son inspiration dans la tradition chrétienne préislamique, mais y ajoute d'autres influences et un vocabulaire formel propre pour arriver à un monument typique de l'islam. Ceci se remarque tout d'abord dans la géométrisation simplifiée et rigoureuse de l'édifice : les côtés mesurent autant que le diamètre de la coupole, et chaque point de l'édifice dérive du rocher central. Quelques éloignements sont à noter, notamment dans la disposition des colonnes, mais ils obéissent à une considération visuelle : l'observateur peut voir le Rocher à quelque endroit qu'il se trouve, son regard n'étant jamais bloqué par une colonne ni un pilier. La conception du décor, aniconique, avec de longues inscriptions arabes et des bijoux est aussi nouvelle, même s'ils prennent souvent la place d'éléments anciens tels que les rinceaux d'acanthe, par exemple.
Enfin, il faut noter la grande richesse dans les coloris des mosaïques, dont il reste peu d'exemples de l'Antiquité tardive et du début de la période byzantine, comme celles des monuments de Ravenne, elles s'en différencient notamment par l’absence de représentation figurative.

## Raisons de la construction
Il est difficile à l'heure actuelle de connaître précisément les facteurs qui poussèrent le calife omeyyade Abd al-Malik à commander la construction du dôme du Rocher, dont la fonction précise n'est pas déterminée par sa forme ni par ses inscriptions. Cependant, le site n'échappe pas à son caractère hautement sacré depuis le VIIe siècle. Plusieurs facteurs, à la fois politiques et symboliques, peuvent être cités.

### Raisons politiques

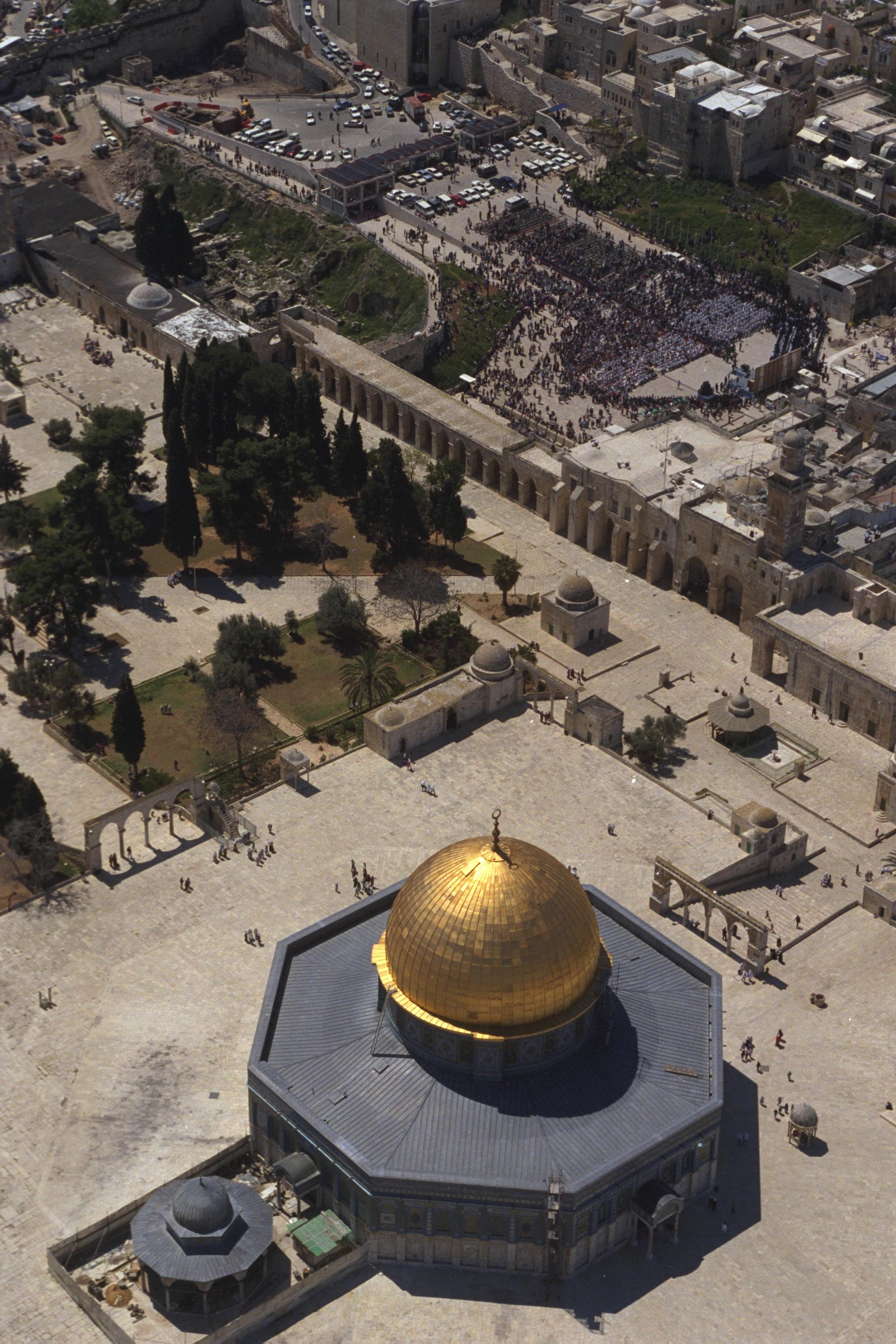
Vue aérienne (1995)

Dès le IXe siècle, on trouve dans les sources l'idée que le calife souhaitait détourner vers Jérusalem le hajj, pèlerinage rituel de La Mecque, alors occupée par un rival, Ibn az-Zubayr. Cette hypothèse est mentionnée par l'historien 'abbasside Yaʿqūbī vers 874 et par un prêtre orthodoxe d'Alexandrie, Eutychius (mort en 940), qui s'appuient sur des sources visiblement différentes. Néanmoins, la plupart des chercheurs actuels[Lesquels ?] tombent d'accord pour dire que cette explication est fausse, et donnent à cela plusieurs raisons : l'absence de mention d'un détournement du pèlerinage dans la plupart des sources historique (notamment Tabari, Baladhuri et Maqadasi), et le « suicide politique » que ce changement radical dans le dogme musulman aurait constitué pour Abd al-Malik, déjà mal considéré sur le plan religieux par son appartenance à la famille umayyade. De plus, on trouve, dans un texte de Baladhuri, la preuve que le pèlerinage s'est poursuivi visiblement sans problèmes durant les problèmes politiques qui avaient alors lieu. Autre élément important, la pratique du pèlerinage à Jérusalem semble assez difficile pour des raisons d'espace.
Enfin, si l'on accepte la thèse de Sheila Blair selon laquelle le dôme a été construit dans la seconde partie de l'année 692, les dates ne concordent plus, et l'empire se trouvait alors dans un moment d'apaisement après la victoire du général al-Hajjaj.
Ce dernier fait peut offrir une seconde lecture du bâtiment, monument de victoire de la dynastie umayyade. Par la même occasion, le dôme célèbre aussi l'Islam triomphant, au centre d'une ville majoritairement chrétienne et à forte communauté juive. Le dôme aurait ainsi mis en valeur la victoire de l'islam, complétant la révélation des deux autres religions monothéistes, et aurait permis à l'État nouveau de rivaliser en magnificence avec les grands sanctuaires chrétiens de Jérusalem et de Syrie. Plusieurs arguments appuient cette interprétation : la taille du dôme, sa position théâtrale dans la ville et son ancien revêtement brillant, de céramiques à fond d'or prouvent qu'il était fait pour être vu de loin. De plus, son plan centré, donne l'impression que le monument irradie dans toutes les directions, concourant également à un effet scénique. Toujours selon Oleg Grabar, le programme d'inscriptions peut être lu comme un manifeste de la supériorité de l'islam sur le christianisme, quoique tous les chercheurs, notamment Myriam Rosen-Ayalon, ne soient pas tout à fait d'accord avec cette interprétation. Les bijoux et les couronnes ornant l'intérieur du bâtiment seraient alors des trophées, peut-être en référence à ceux accrochés autour de la Kaaba. Cet usage serait corroboré par les poésies et les déclarations officielles contemporaines.
Le choix du lieu lui-même est extrêmement symbolique : lieu sacré juif, où restent encore des ruines des temples hérodiens, laissé à l'abandon pendant des siècles par les chrétiens pour marquer leur triomphe sur cette religion, il est à nouveau utilisé sous l'islam, marquant alors la victoire sur les chrétiens et, éventuellement, une continuité avec le judaïsme. D'ailleurs, comme l'a montré Priscila Soucek, le lieu est associé à David (داوود, Dāwūd) et à Salomon (سُلَيْمان, Sulaymān), deux souverains exceptionnels dans la tradition biblique, devenus prophètes (nabî) dans l'islam, dont le prestige est censé rejaillir sur le calife qui s'installe sur leurs traces.
Enfin, l'historien Al-Maqdisi, au Xe siècle, écrit que le dôme a été réalisé dans le but de dépasser le Saint-Sépulcre, d'où un plan similaire, mais magnifié.
De cette analyse on a pu conclure que le dôme du Rocher peut être considéré comme un message des Omeyyades en direction des chrétiens, des Juifs[réf. nécessaire], mais également des musulmans récemment convertis (attirés par les déploiements de luxe des églises chrétiennes) pour marquer le triomphe de l'islam. Mais ce n'est pas la seule hypothèse, Dr Milka Levy-Rubin propose une troisième théorie, selon laquelle le dôme du Rocher avait été construit comme une transformation et en continuation du Temple de Jérusalem mais aussi en conséquence à la rivalité avec Constantinople et sa « Hagia Sofia ». La désacralisation du mont du Temple par les Byzantins et la reconnaissance de Constantinople comme « nouvelle Jérusalem » servent de motifs à la construction du dôme du Rocher.
Le culte juif y était pratiqué jusqu'à la fin du VIIe siècle lorsque le sanctuaire prend un caractère essentiellement islamique,. Ensuite les musulmans reproduisent  à l’intérieur et autour du Dôme du Rocher de nombreux usages en vigueur dans le temple juif.

### Raisons religieuses

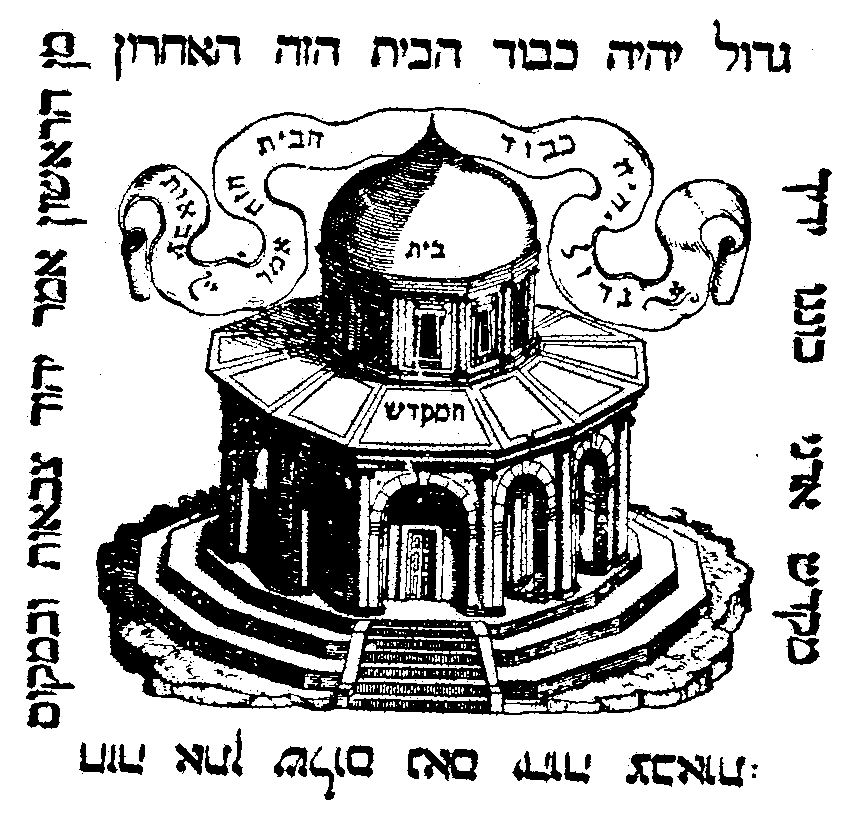
Sceau hébraïque de l'imprimerie Marco Antonio Giustiniani estampillé sur la page de titre des livres hébreux qu'il a publiés, montrant le temple de Jérusalem représenté comme le dôme du Rocher (Venise, 1545-52)

D'autres explications, plus symboliques et pas forcément contradictoires, ont été avancées après l'analyse des traditions liées à l'emplacement.
Dans la Genèse (Gn 22,2), le mont Moriah est désigné comme le site du sacrifice d'Isaac : « Dieu dit : prends ton fil unique que tu aimes, Isaac ; et rends-toi au pays de Moriah, où tu l'offriras en holocauste sur une des hauteurs que je t'indiquerai. » Le texte précise que le trajet dura trois jours : « Le troisième jour en levant les yeux, il vit l'endroit de loin ».
Le temple de Salomon (détruit) se trouvait à cet endroit et Hérode le Grand l'aurait fait reconstruire au même endroit. Des restes archéologiques assez importants, en particulier le mur des Lamentations, témoignent encore de ce passé. Néanmoins, dans la Bible, le Rocher appelé aussi « Rocher de la Fondation » n'est jamais mentionné, et ne semble pas jouer un rôle prépondérant dans le Temple.

Plan octogonal du Dôme du Rocher avec les quatre portes cardinales et le rocher avec un puits d'accès sous un dais au milieu. Extrait d'un manuscrit sur les routes de pèlerinage de Sayyid Ali Al-Husaini (vers 1559)

Des traditions situent donc à cet endroit la ligature d'Isaac ou « sacrifice d'Isaac » par Abraham et des hadiths écrits deux cents ans environ après la mort de Mahomet, semblent situer également sur le rocher le lieu depuis lequel Dieu quitta la Terre après la Création pour retourner au ciel. Une coutume plus tardive, même si le Coran ne mentionne jamais Jérusalem, associe aussi le Rocher à l'isra, le voyage nocturne de Mahomet, et au miraj, son ascension, durant laquelle il aurait visité les sept cieux et reçu de Dieu les cinq prières journalières de l'islam. Le rattachement de ces événements à Jérusalem apparaît assez tôt, dès le VIIIe siècle dans les textes, mais ce n'est que vers le XIIe - XIIIe siècle que les sources islamiques mentionnent réellement le Rocher comme point de départ du miraj. Cet amalgame n'existait probablement pas au temps de la construction du dôme, quoiqu'il ait pu être ancré bien plus tôt dans les récits populaires.

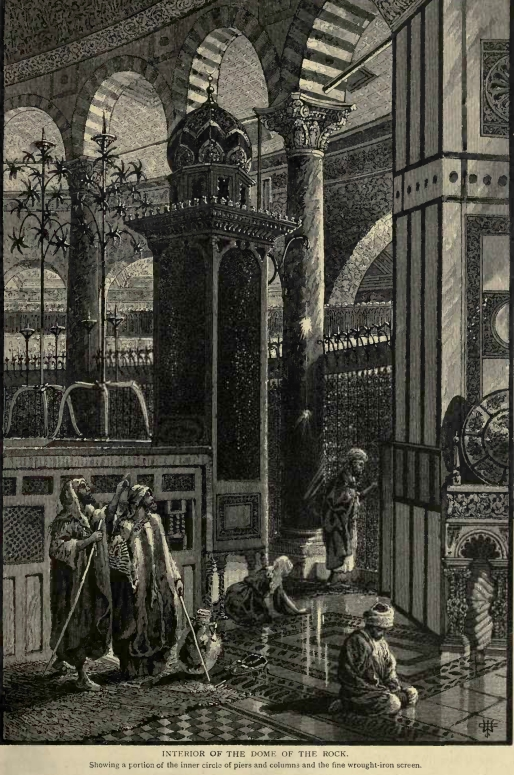
« Intérieur du Dôme du Rocher », gravure (1877–79)

Une autre analyse a été fournie par Myriam Rosen Ayalon qui, après avoir étudié de manière détaillée les inscriptions coraniques et les décors de mosaïque, estime que le dôme avait une vocation paradisiaque et eschatologique, et devait être considéré comme une sorte de préfiguration de la Jérusalem céleste. Cette thèse, existe déjà chez al-Watisi au XIe siècle, qui, dans sa description du dôme, fait usage de métaphores bibliques à vocation apocalyptique. Plusieurs parallèles ont été établis, dont un avec le Saint-Sépulcre de plan semblable, et qui possède en son centre, outre le tombeau du Christ, un rocher, comme le dôme. L'eau représentée dans les mosaïques et dans les veines du marbre, la forme octogonale du bâtiment, le rocher qui pourrait rappeler le tombeau du Saint-Sépulcre par sa disposition, les quatre portes constitueraient ainsi autant de références au paradis. Oleg Grabar note d'ailleurs que, dès 70, c’est-à-dire juste après la destruction du temple d'Hérode, s'était développé un pèlerinage à vocation eschatologique. Récemment, Carolanne Mekeel-Matteson a développé cette lecture eschatologique du dôme, et sa vocation de lieu de pèlerinage. Priscilla Soucek, quant à elle, associe le dôme au Temple et surtout au palais de Salomon, réputé dans la tradition coranique pour ses richesses (d'où les bijoux et les couronnes). Elle estime que, dans une vision plus large de la lecture coranique du mythe de Salomon, on peut identifier ce palais au Paradis. Mathieu Tillier voit dans le site entier du Haram al-Sharif, y compris le dôme de la Chaîne, une mise en scène préfigurant le Jugement dernier.
Édouard-Marie Gallez dans sa thèse Le Messie et son prophète, fournit une autre hypothèse. Les guerriers arabes qui prennent Jérusalem sont accompagnés de « judeonazaréens » qui les ont convertis à leur croyance. Les judeonazaréens sont des judeo-chrétiens messianiques persuadés que la reconstruction du Temple, détruit par les Romains en 70, déclenchera le retour du « Messie Jésus », qui fera d'eux et de leurs alliés arabes le peuple élu du nouveau royaume. De ce fait, dès la prise de Jérusalem, les prêtres judeonazaréens se hâtent de construire un cube en pierre et en bois aux mêmes dimensions que le Saint des saints du temple juif initial, pour y pratiquer les rites qui doivent faire revenir le messie. Le cube sera ensuite remplacé par une mosquée, le dôme du rocher, sous Abd-Al-Malik.

Philatélie
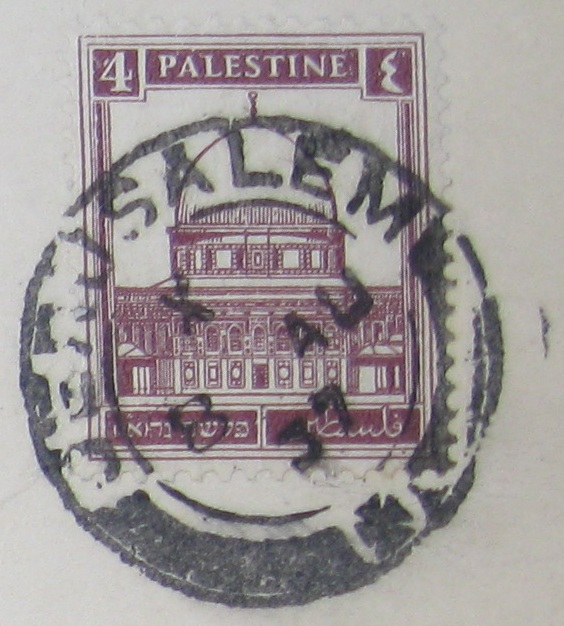
Timbre de Palestine mandataire, inscriptions latine, arabe et hébreue, 1937
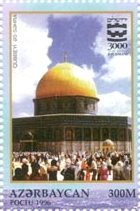
Timbre d'Azerbaïdjan, 1995

## La grotte
Le Rocher abrite une grotte, à laquelle on accède par un escalier. Attestée comme mosquée en 902-903, elle est pourvue d'un mihrab dont la datation fait débat : K.A.C. Creswell, suivi par Klaus Brisch et Géza Féhévari, estime qu'il est contemporain du dôme, mais Eva Baer, sur des critères stylistiques, a remis en cause cette datation, estimant que l'œuvre ne peut dater d'avant le IXe siècle, et qu'elle aurait été commandée par un membre de la famille Ikhshidide ou Fatimide.
En 1911, le capitaine Montagu Brownlow Parker, jeune officier britannique animé par la recherche du « trésor de Salomon », entreprit de creuser clandestinement dans cette grotte après avoir tenté durant deux ans d'atteindre le dôme par un système de souterrains ; mais rapidement découvert, il dut s'enfuir. Cet incident donna lieu à une véritable crise diplomatique‌, et plus tard, à de nombreuses interprétations « New Age ».

## Restriction d'accès
Dôme

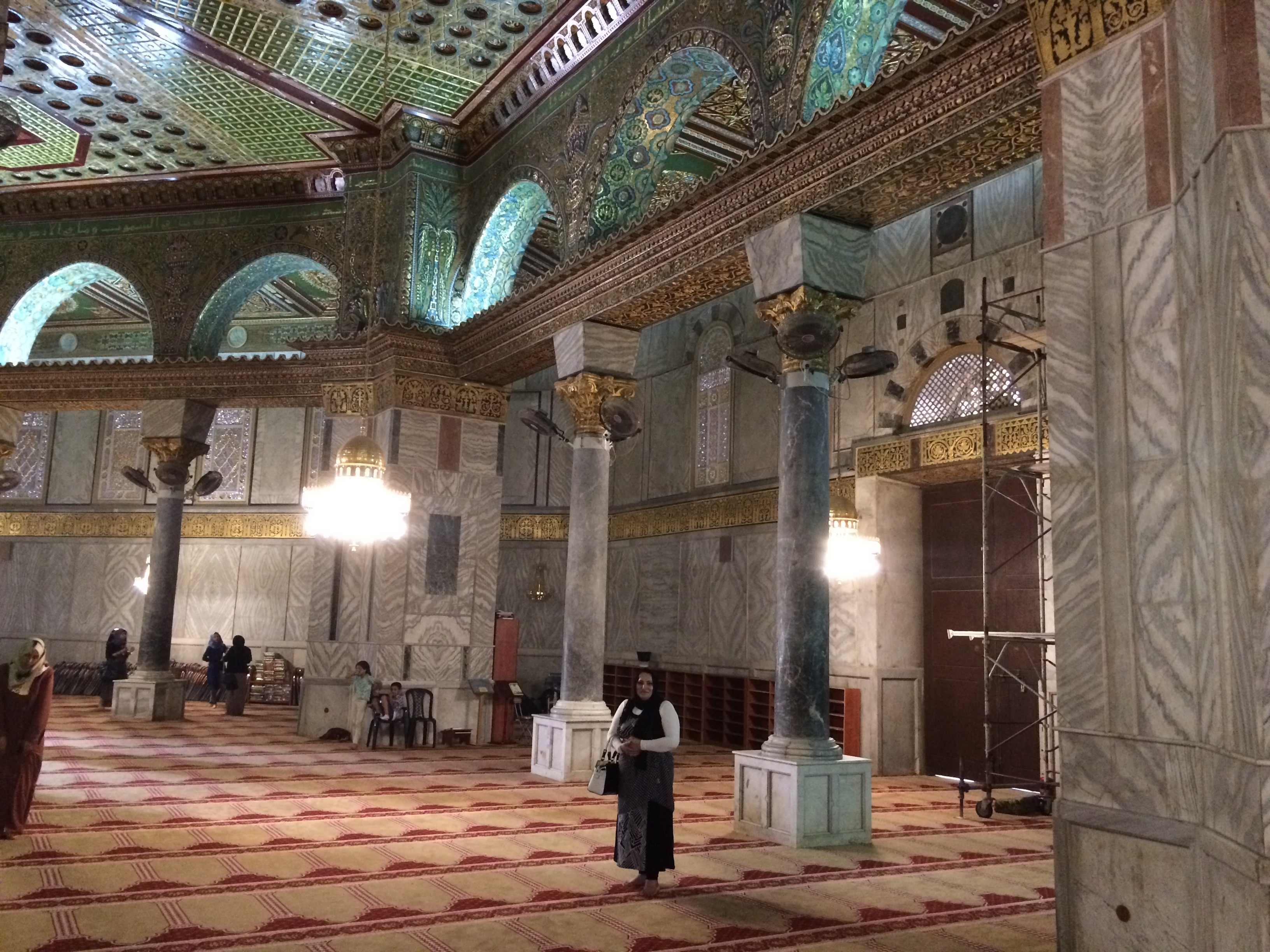
A l'intérieur.

Son accès est interdit aux non-musulmans alors que jusqu'en 1998, il leur était autorisé s'ils étaient munis d'un billet d'entrée.
Le 12 mai 2009, Benoît XVI se rend au Dôme du Rocher, devenant ainsi le premier pape à y pénétrer.
Esplanade
Jusqu'au milieu du XIXe siècle, l'accès à la zone était également interdit aux non-musulmans. À partir de 1967, ceux-ci se sont vu accorder un droit d'accès restreint, mais les prières non musulmanes restent interdites sur l'esplanade des Mosquées.
En 2000, à la suite de la seconde intifada, le Concile suprême musulman (Wakf) interdit l'accès aux non-musulmans au dôme du Rocher et à la mosquée El Aqsa.
En 2006, l'esplanade est rouverte aux visiteurs non musulmans selon certains horaires, sauf le vendredi et pendant les jours fériés musulmans. Aujourd'hui, l'esplanade / mont du Temple est ouverte quelques heures par jour aux non-musulmans (par une entrée spécifique) et l'accès aux mosquées leur est toujours interdite par le Concile suprême musulman jordanien - qui y interdit également les fouilles archéologiques.
Israël n'interfère pas sur la gestion de l'esplanade des mosquées/mont du Temple, laissée en 1967 au Waqf, fondation religieuse islamique contrôlée par la Jordanie.

Panorama de l'esplanade des Mosquées avec la mosquée al-Aqsa et le dôme du Rocher, depuis le mont des Oliviers.

## Galerie

Détails des murs
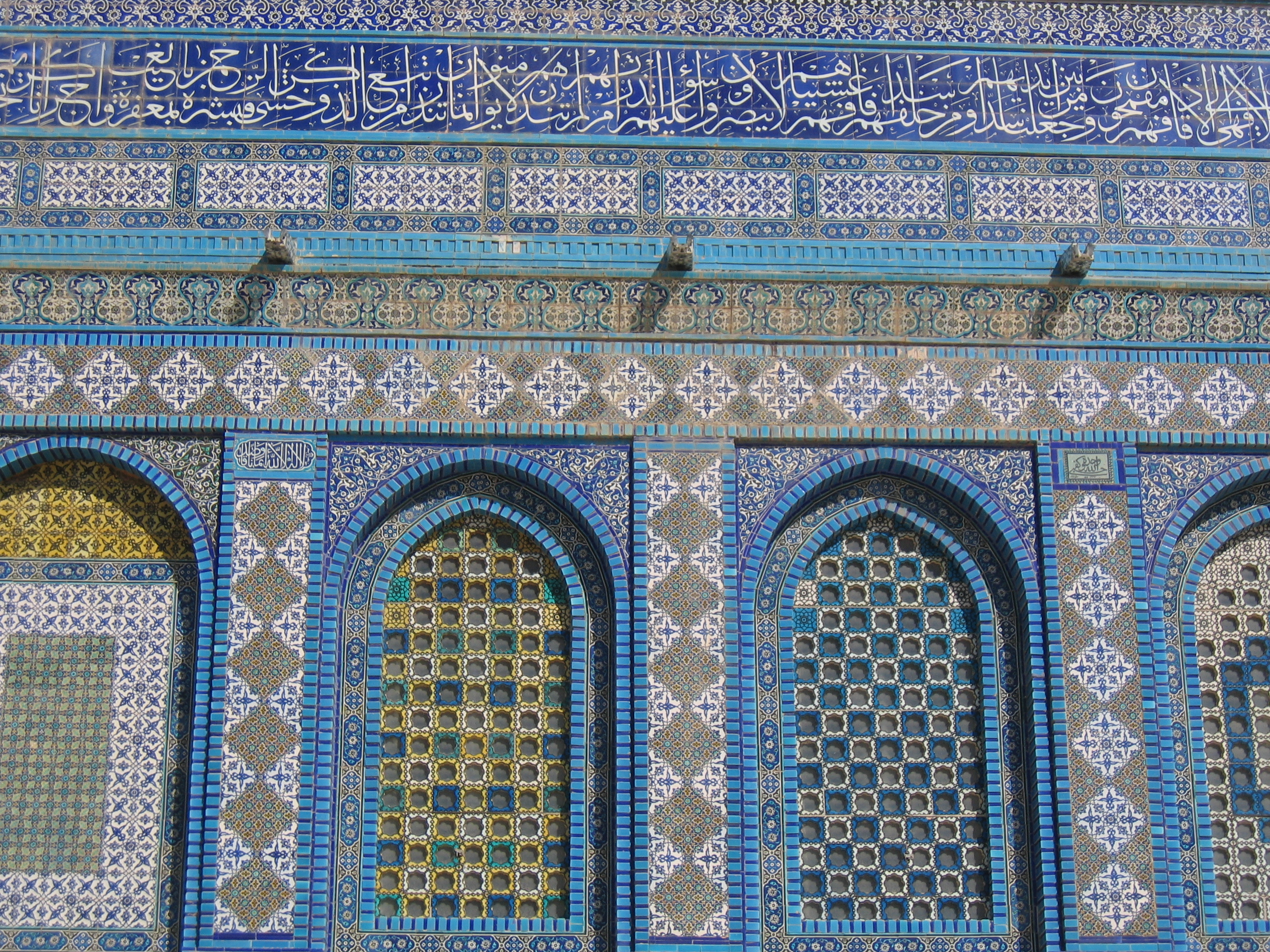
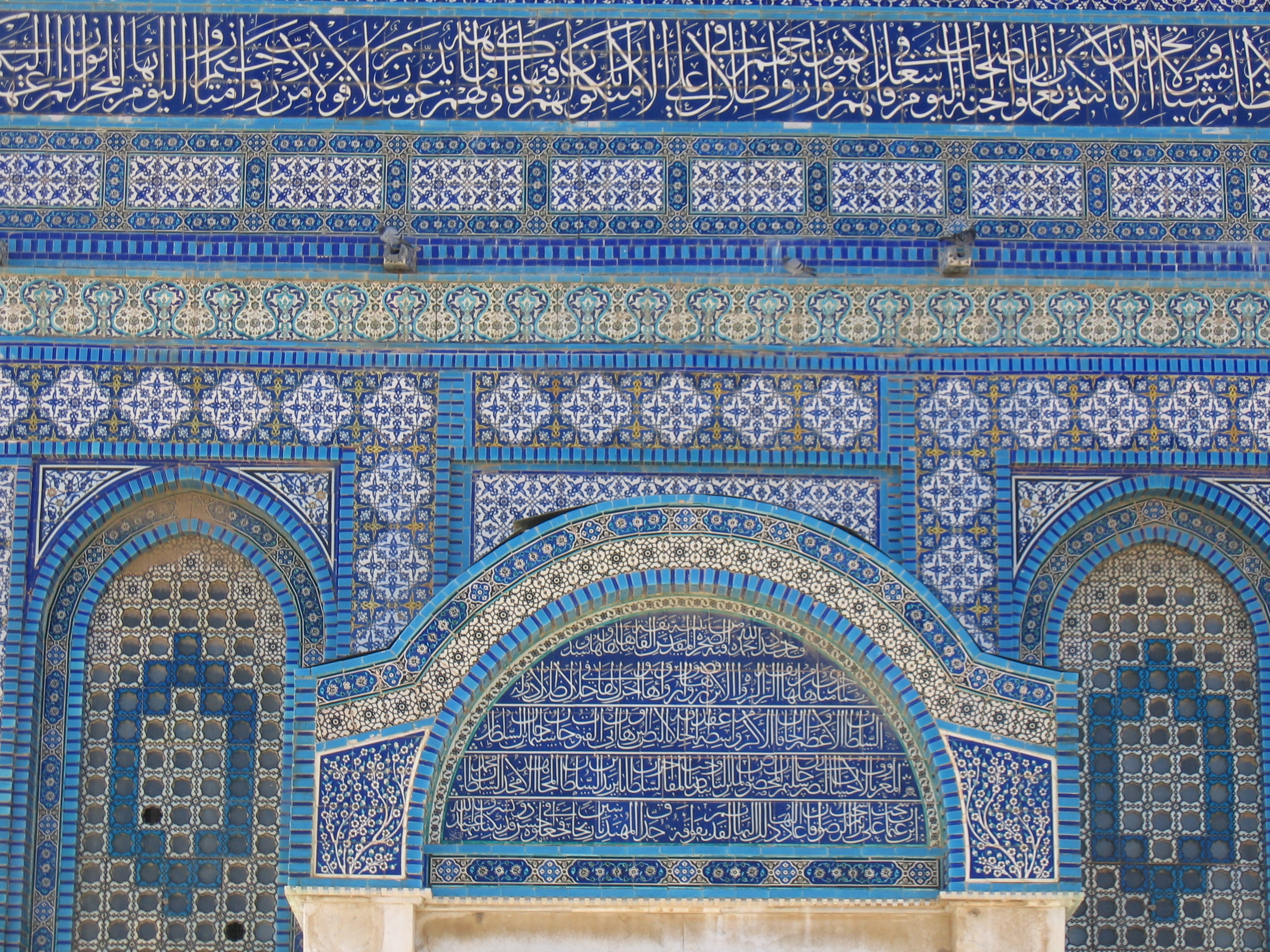
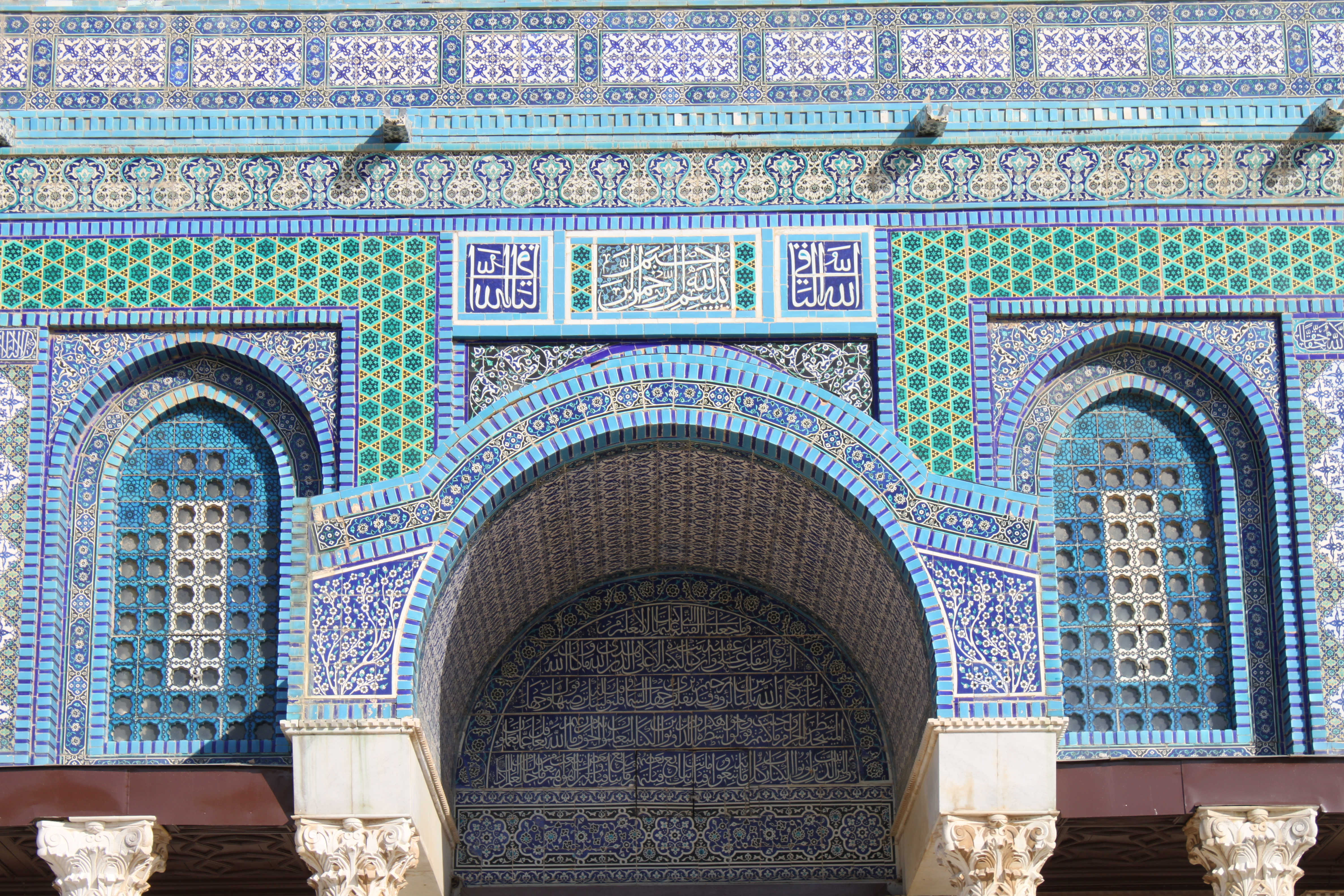
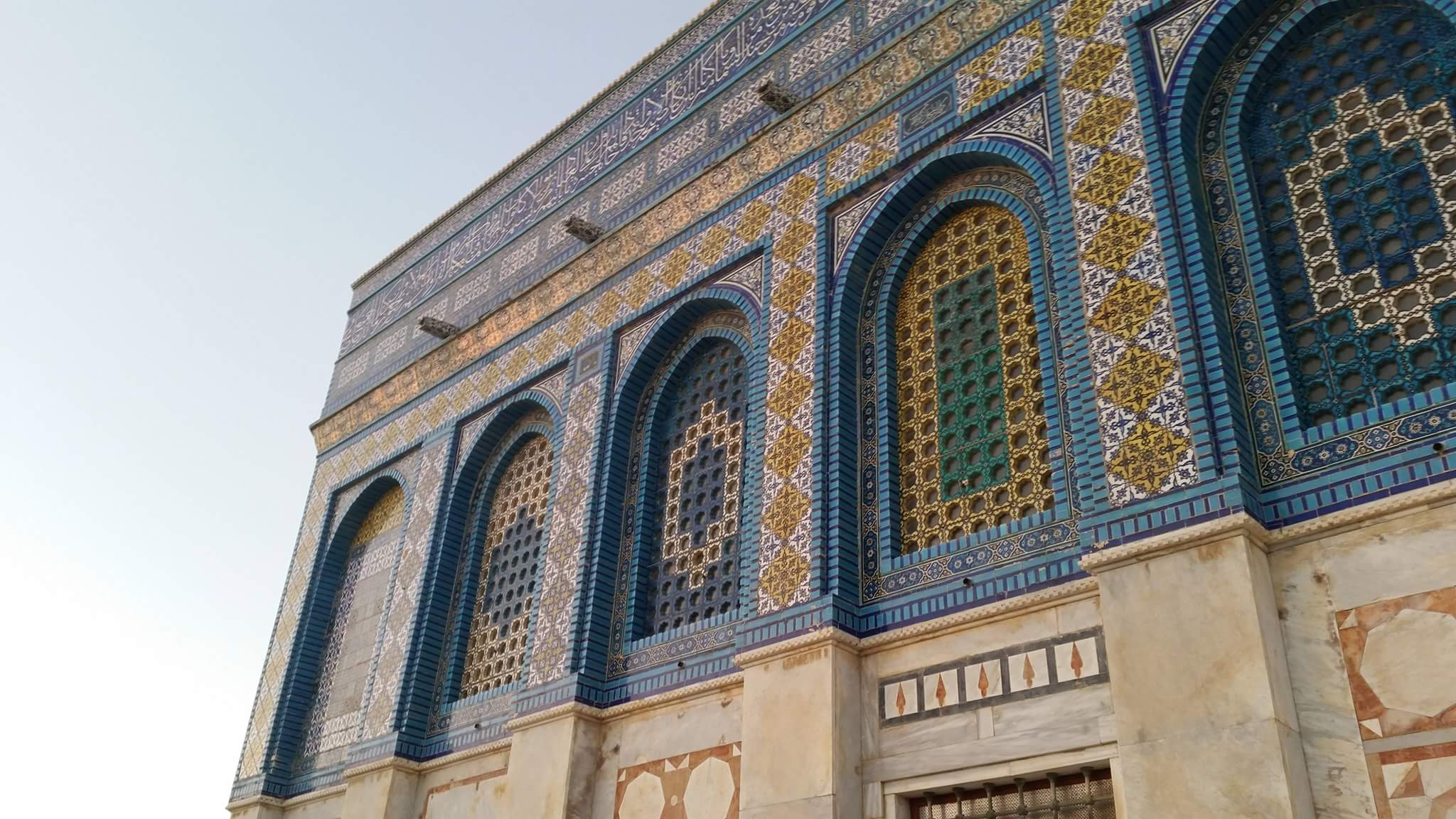

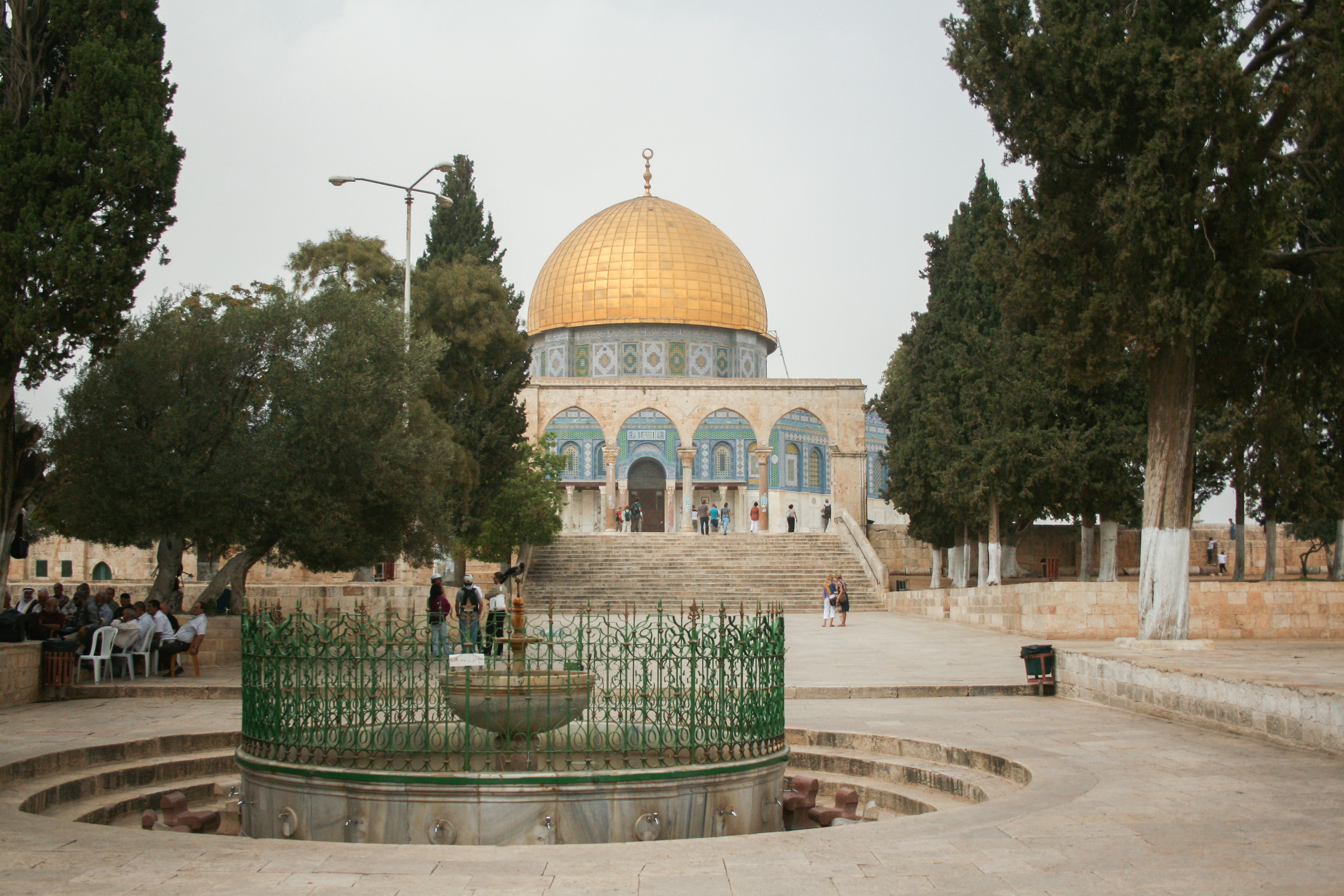
Vue générale.
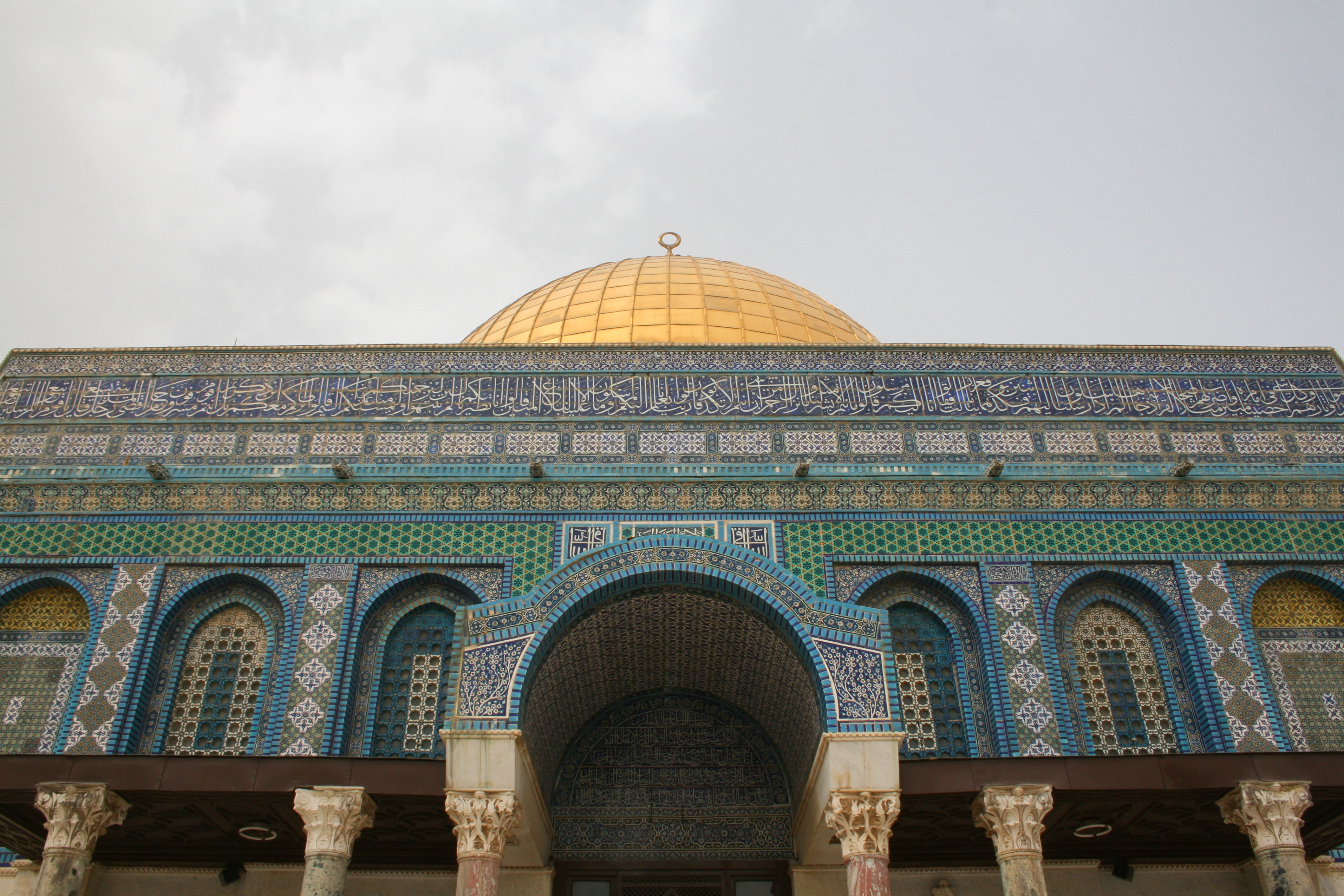
Façade.
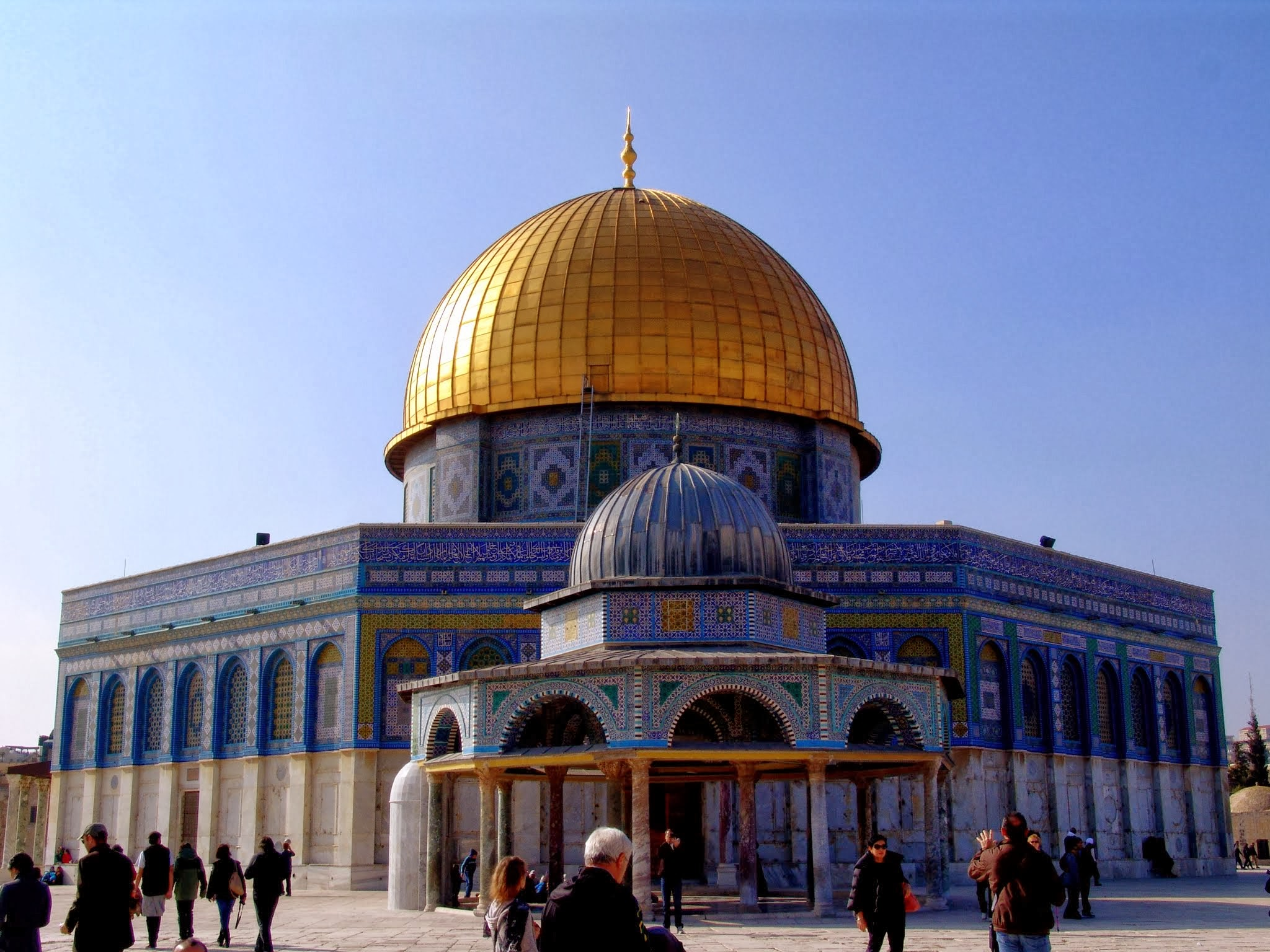
Dôme de la Chaîne au premier plan.
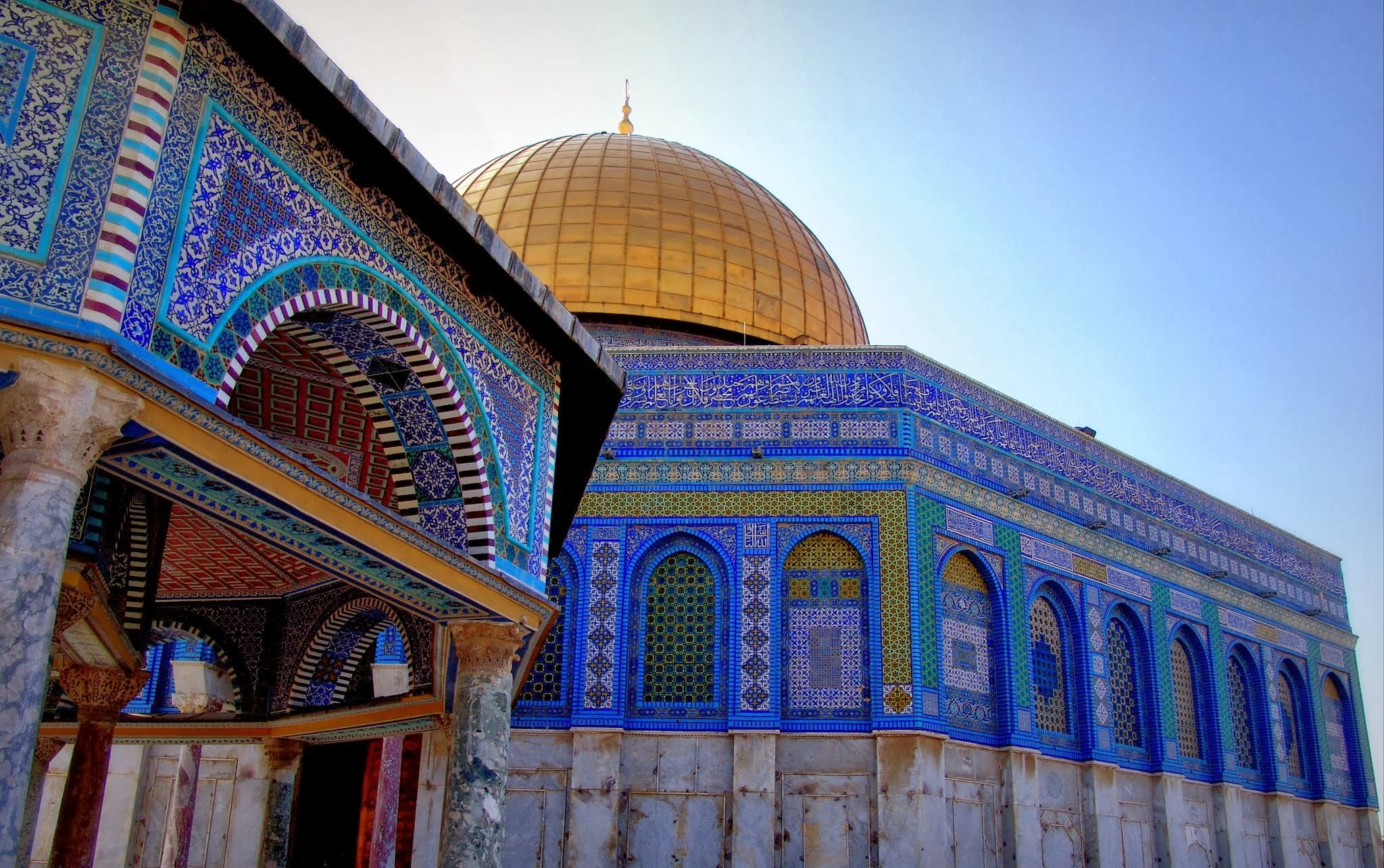
Dôme de la Chaîne à gauche.
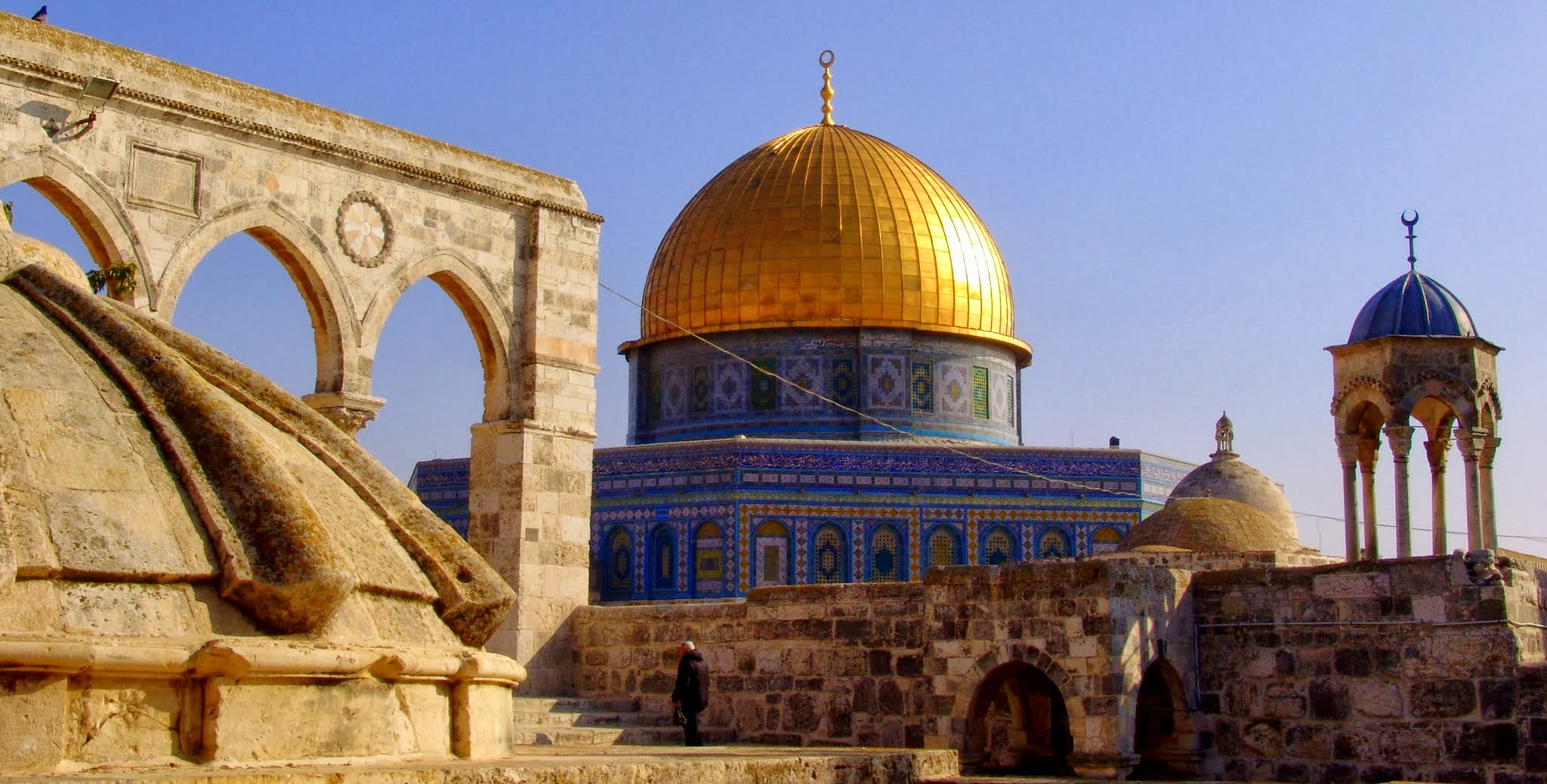
Dôme des esprits à droite, vu depuis la vile..
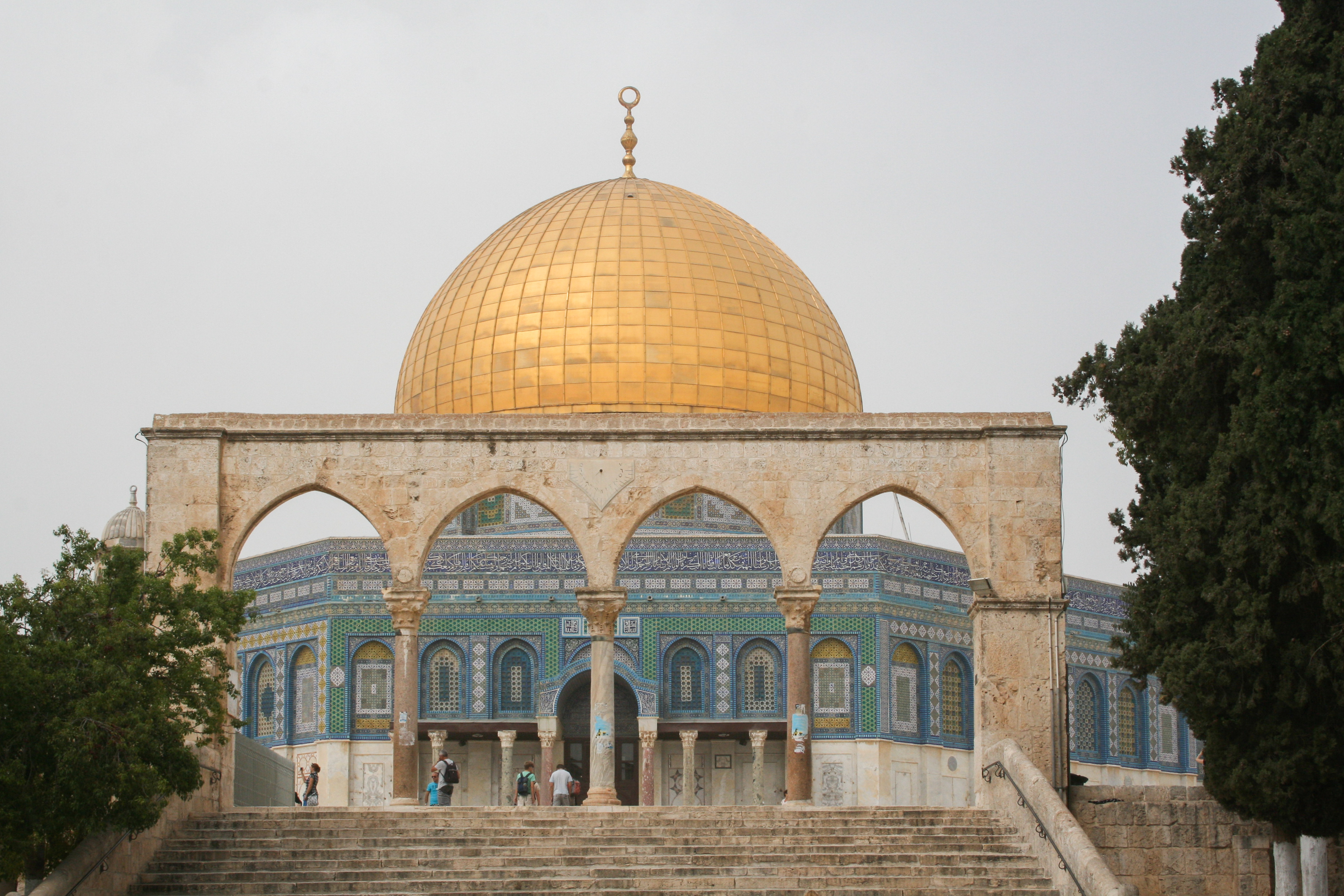
Mawazin et dôme.
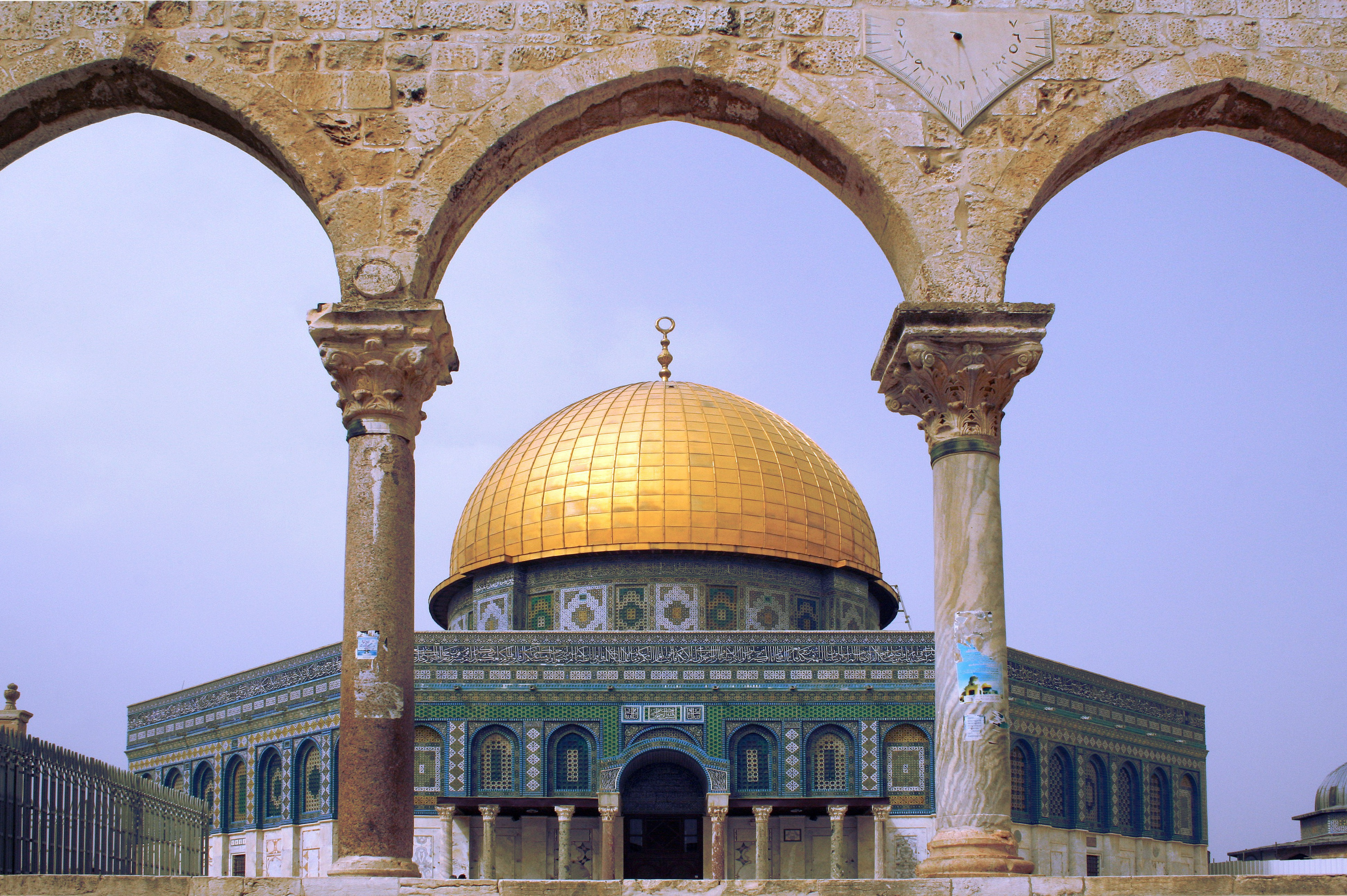
Porte mawazin sud.
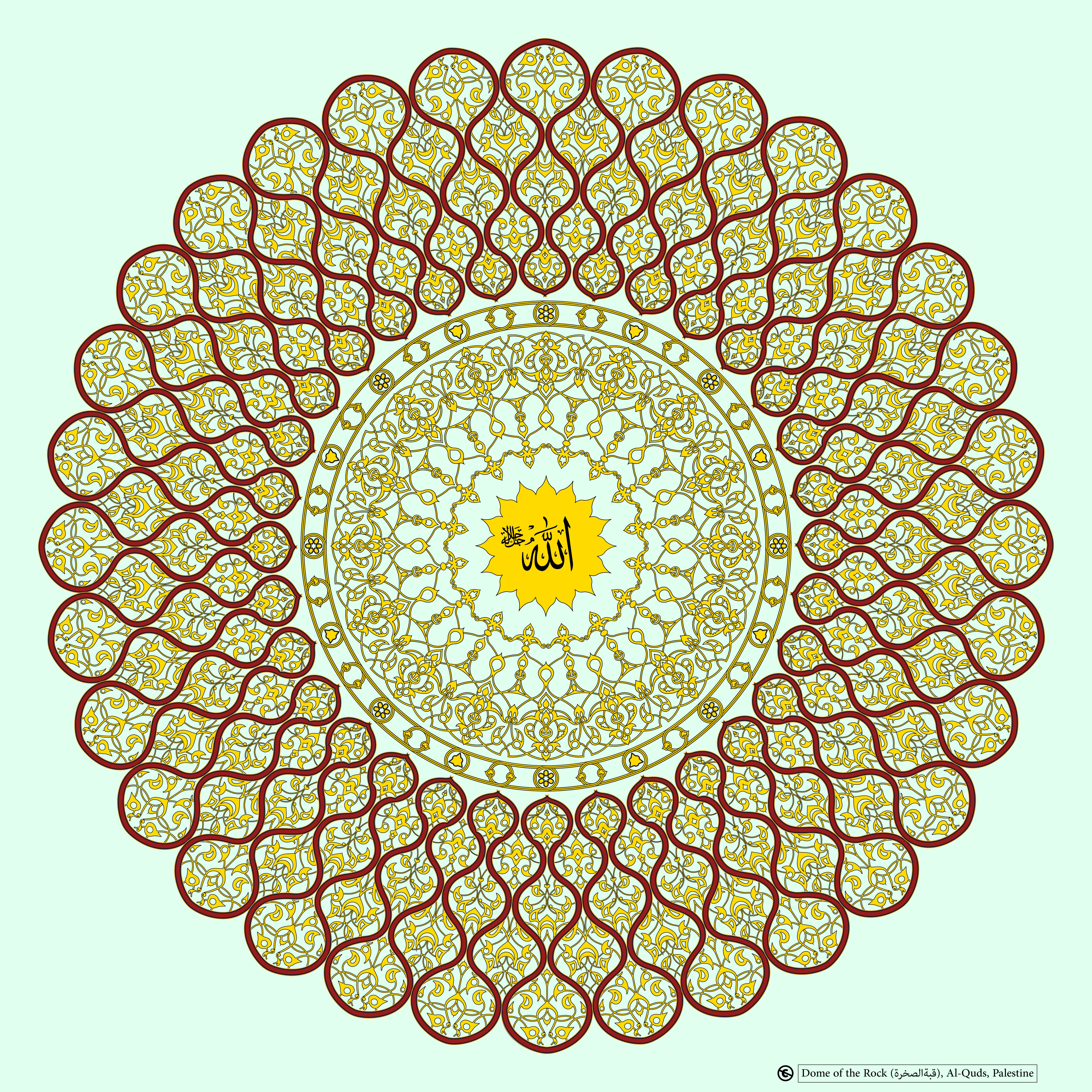
Intérieur du dôme.
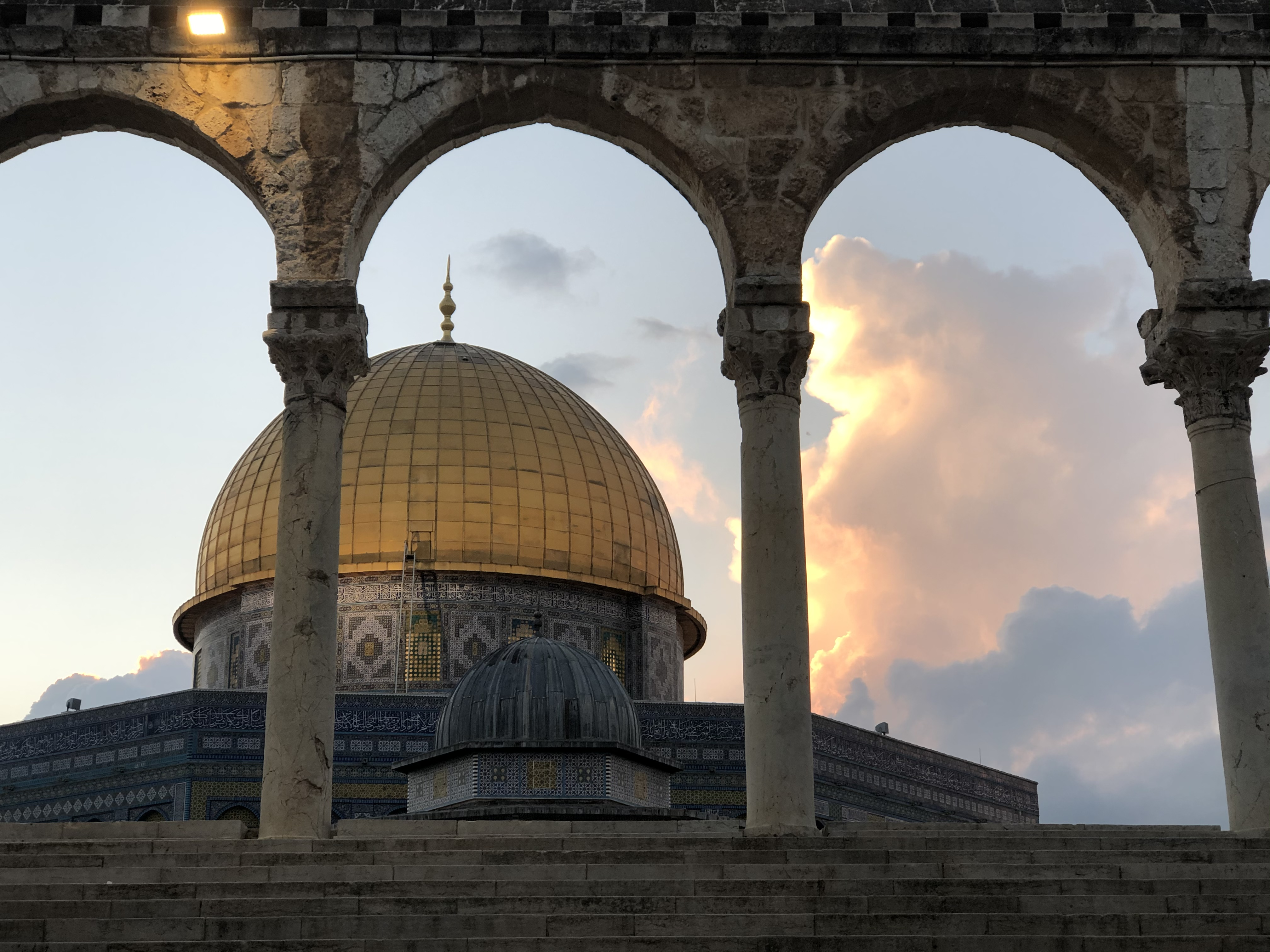
Dôme du rocher devant un nuage, 2020.